# عباس الأكبر‌
ٱلدِّرَايَةُ الكَسۡرَوِيَّةُ وَٱلْشَّوۡكَةُ ٱلأَفۡرِيۡدُوۡنِيَّةُ وَٱلْسُّلۡطَةُ ٱلإِسۡكَنۡدَرَانِيَّةُ وَٱلمَكَانَةُ ٱلْسُّلَيۡمَانِيَّةُ ظِلُّ اللهِ صَاحِبُ ٱلقِرانِ ٱلأَعۡلَیٰ مَلِكُ المُلُوۡكِ أَبُو ٱلمُظَفَّرِ ٱلْشَّاهُ عبَّاسٌ الأَكۡبَرُ ٱلْصَّفَويُّ بَهَادُرۡ خَان (بالفارسية: کِسرَی دِرَایَت فَرِیدُون شَوکَت سُلطَان سِکَندَرنِشَان سُلَیمَان مَکَان ظِلُ‌اللهِ صَاحِبقِرَان أَعلَیٰ شَاهِنشَاه ابُوالمُظَفَر شَاه عَبَاس بُزُرگ صَفَوِی بَهَادُرخَان) (1 رمضان 978هـ - 24 جُمادى الأولى 1038هـ المُوافق فيه 27 كانون الثَّاني (يناير) 1571م - 19 كانون الثَّاني (يناير) 1629م) الشَّهير اختصارًا بِـ«عباس الأكبر» أو «عباس الأول» كان الشَّاهنشاه الأكثر سُموًا من السُلالة الصفويَّة التي حكمت إمبراطوريَّة واسعة لأكثر من مائتي عام. وهو من أعظم الحُكَّام في تاريخ إيران. وقد حكم البلاد من سنة 995هـ المُوافقة لِسنة 1587م إلى سنة 1038هـ المُوافقة لِسنة 1629م. بلغت الدَّولة الصفويَّة في عهده أقصى اتِّساع لها ووصلت أعلى درجات الكمال والقُوَّة والازدهار. فامتدَّت من روسيا شمالًا إلى السِّند جنوبًا ومن بلاد الشَّام غربًا إلى بلاد الأوزبك شرقًا.
جلس عبَّاس الأوَّل على عرش الدَّولة الصفويَّة إبان اضطراباتٍ كانت تعصف بِالبلاد، نتيجةً لِلصراع بين فصائل القزلباش، فكانت والدتُه «خير النساء بيگم» وأخوه الأكبر «حمزة ميرزا» من ضحايا ذلكُم الصراع، فاستغل أعداء الدَّولة الصفويَّة من عُثمانيين وأوزبك تلك الفوضى السياسيَّة واستولوا على أجزاء من الأراضي الصفويَّة. ومع خاتمة سنة 995هـ المُوافقة لِسنة 1587م انقضى مُلك أبيه محمد خُدابَنده، وترك لِعبَّاس تدبير شؤون البلاد والعباد، حيث التفَّ حوله قادة القزلباش. استطاع الشاه عبَّاس أن يُنهي الفوضى التي مزَّقت البلاد وسار بالإمبراطوريَّة الصفويَّة إلى ذروة القوَّة والازدهار. خلال السَّنوات الأولى من حُكمه عمل على إنهاء المُشكلات الداخليَّة وتمكَّن من إنهاء التمرُّدات، ثم توجَّه لِقتال الأوزبك وألحق بِهم الهزائم في معارك عظيمة انتهت بِتحرير الأراضي الصفويَّة. ثم توجه الشاه لِقتال العُثمانيين والتقى الجمعان في عدة معارك تمكَّن فيها الصَّفويون من استعادة أراضيهم المُحتلِّة. وقاد الفُتوحات فَدانت له الدِّيار القوقازيَّة، ودخلت جُورجيا تحت جناح الدَّولة الصفويَّة، وامتد حُكمه إلى العراق وشرق الأناضول حتى بلغ بالمُلك حُدود الشَّام وما وراء داغستان. حارب مغول الهند وتمكَّن من الانتصار عليهم وإخراجهم من الدِّيار الأفغانيَّة وفتح قندهار، وتمكن من طرد الپُرتغاليين. كانت هذه الانتصارات نتيجة للإصلاحات العسكريَّة والسياسيَّة التي أدخلها عبَّاس الأكبر إلى الدَّولة، فَبلغ بِذلك أقصى اتِّساع لِلإمبراطوريَّة في تاريخها.
كان عبَّاس الأكبر مُتدينًا ومُتمسكًا بِالعقيدة الشيعيَّة، ويمتلك شخصيَّة كاريزميَّة قويَّة وخطيبًا بليغًا يؤثِّر في نُفُوس سامعيه ويتحدَّث بِاللُّغات: الأذريَّة والفارسيَّة والجورجيَّة، وقد كان راعيًا عظيمًا لِلعمارة والفنون والأدب، يُجالس العُلماء والمُستشارين، وكان مُحببًا لدى الرَّعية يتحرَّى حُسن الحال فيها. نقل عاصمته إلى مدينة أصفهان وارتقى بِعُمرانها حتَّى وصلت مقامًا رفيعًا من الجمال وعلى إثر ذلك ظهرت العبارة: «أَصْفَهَان نِصْفُ الدُّنِيَا» فما انفكَّ اسم هذه المدينة يرتبط بِالشَّاهنشاه عبَّاس الأكبر، نشر أسباب العُمران في البلاد وأقام المساجد والمدارس والقُصور والطُّرُق وبنى ألف خان وعمَّر المُقدَّسات الشيعيَّة في إيران والعراق. شهدت الدَّولة في فترته ازدهارًا تجاريًا واقتصاديًا ويوصف عهده بأنه «عصر ذهبي» لا زال يحظى بِالتَّكريم لِكونه نبراسًا لِلمجد والعظمة والرَّخاء.

## حياته المُبكرة

### ولادته ونشأته

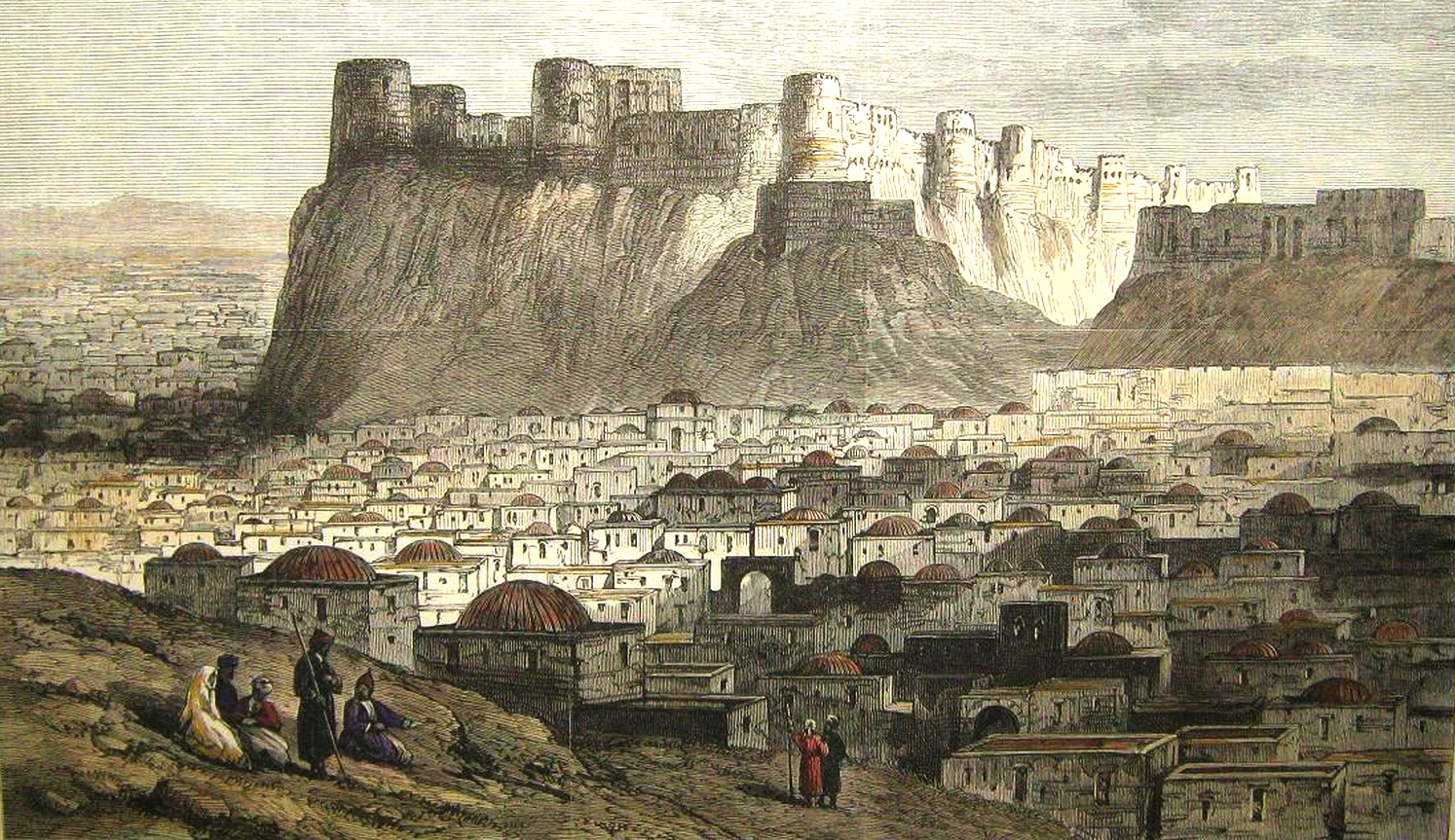
مشهدٌ من مدينة هراة، مسقط رأس الشاه عبَّاس.

نقل المُؤرِّخ إسكندر بك مُنشي في كتابه «نظرة العبَّاسي لِلعالم» أن عبَّاس الأوَّل قد ولد في 1 رمضان 978هـ المُوافق فيه 27 كانون الثَّاني (يناير) 1571م في مدينة هراة في خُراسان خلال ولاية أبيه مُحمَّد خُدابنده على تلك الدِّيار وكان الأخير محرومًا من خلافة والده طهماسب الأوَّل بِسبب مرض جعله شبه أعمى. والدته هي «خير النِّساء بيگُم» التي تنتمي لسُلالة من أُمراء مازندران حيث يصل نسبها إلى «مير بُزُرڨ» مؤسِّس الدَّولة المرعشيَّة. له خمسٌ من الإخوة وهم: حسن وحمزة وأبو طالب وطهماسب وكان عبَّاس ثالثهم في الترتيب. بُعيد مولد عباس أرسل والده مُحمَّد خُدابنده رسالة إلى الشَّاه طهماسب الأول وأعلنها شاهقُلي سُلطان يكان استاجلو، وفيها يُبلغ مُحمَّد أباه بولادة عبَّاس ويطلُب من الشاهنشاه طهماسب أن يصطفي اسمًا لِحفيده؛ فسمَّاه «عباس» مُستلهمًا ذلك من أبيات شعريَّة تدفَّقت على لسانه مرارًا:
عندما كان عمر عبَّاس 18 شهرًا قدِم والداه من هراة إلى شيراز بسبب مُتطلَّبات الحُكم، وبذلك أُسنِدَت الولاية الشرفيَّة على مدينة هراة إلى عبَّاس. ابتداءً، كان مُراد الشَّاه طهماسب تعيين الشَّاهزاده حمزة حاكمًا على هراة لكن خير النِّساء بيگُم لم ترغب في ترك ابنها حمزة الذي كان مُحببًا لديها، وعليه قام الشَّاه طهماسب بتعيين عبَّاس بدلًا من شقيقه. وعلى الرغم من كون الشَّاهزاده عبَّاس طفلًا إلا أن ذلك لم يكُ عائقًا أمام الحُكم في هراة فقد سبق أن تم تنصيب جدِّه طهماسب حاكمًا على خُراسان وهو في الثانية من عمره. أضحى شاهقلي سلطان يكان استاجلو وهو من أمراء القزلباش وصيًا على عباس وحاكمًا فعليًا لهراة فقُدِّر لعباس أن لا يرى والدته مرة أخرى ولم يلتقِ بأبيه محمد خدابنده إلا بعد خمسة عشر عامًا. تدارس العلوم وتعلم المهارات العسكرية من أشياخه، وكان مثله مثل مُعظم مُلُوك إيران مولعًا بالصيد الذي يُعتبَر نوعًا من التدريبات العسكريَّة.

### وفاة الشَّاه طهماسب وعهد إسماعيل الثَّاني
في 15 صفر 984هـ المُوافق فيه 24 أيار (مايو) 1576م توفي الشَّاه طهماسب دون وريث، فاندلع صراع على العرش. ابتداءً، أعلن «الشَّاهزاده حيدر ميرزا» نفسه شاهًا للدَّولة الصفويَّة، وكان حيدر هو ابن طهماسب المحبوب. دعمه في مسعاه كلٌ من أُمراء أُستاجلو وفصيل الكُرج القوي لكن أمره لم يَدُم طويلًا حيث تم قتله على يد الحرس الملكي. انتهى الصِّراع بِتتويج الشَّاهزاده إسماعيل ميرزا الذي التفَّ حوله القزلباش بتأييدٍ من الأميرة المؤثرة «پريخان خانُم» ابنة الشاه طهماسب. توِّج إسماعيل الذي كان سجينًا لعشرين سنة، بلقب «إسماعيل الثاني» في 27 جُمادى الأولى 984هـ المُوافق فيه 22 آب (أغسطس) 1576م.

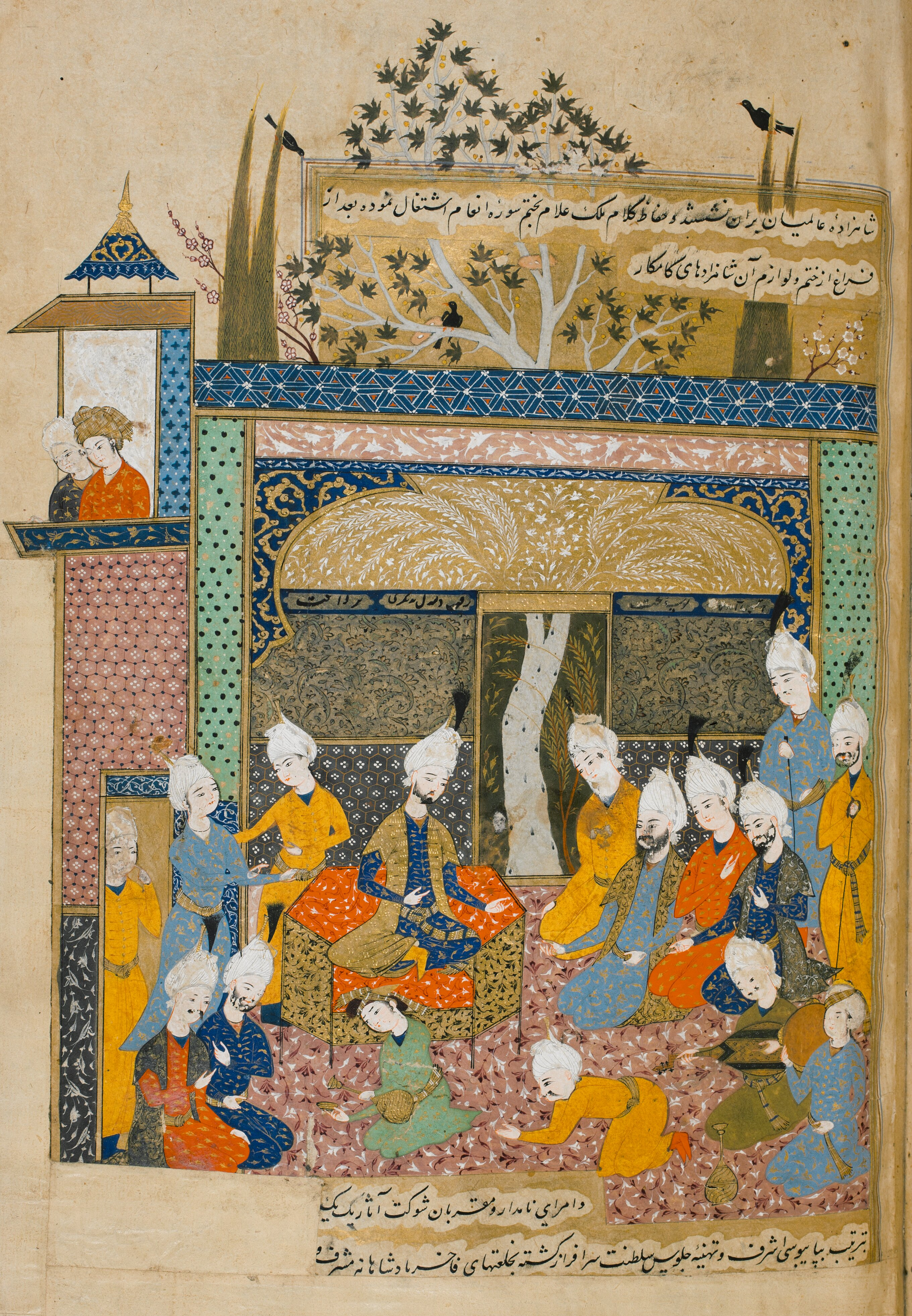
تتويج الشَّاه إسماعيل الثاني، من كتاب خُلاصة التواريخ لأحمد منشي القُمِّي.

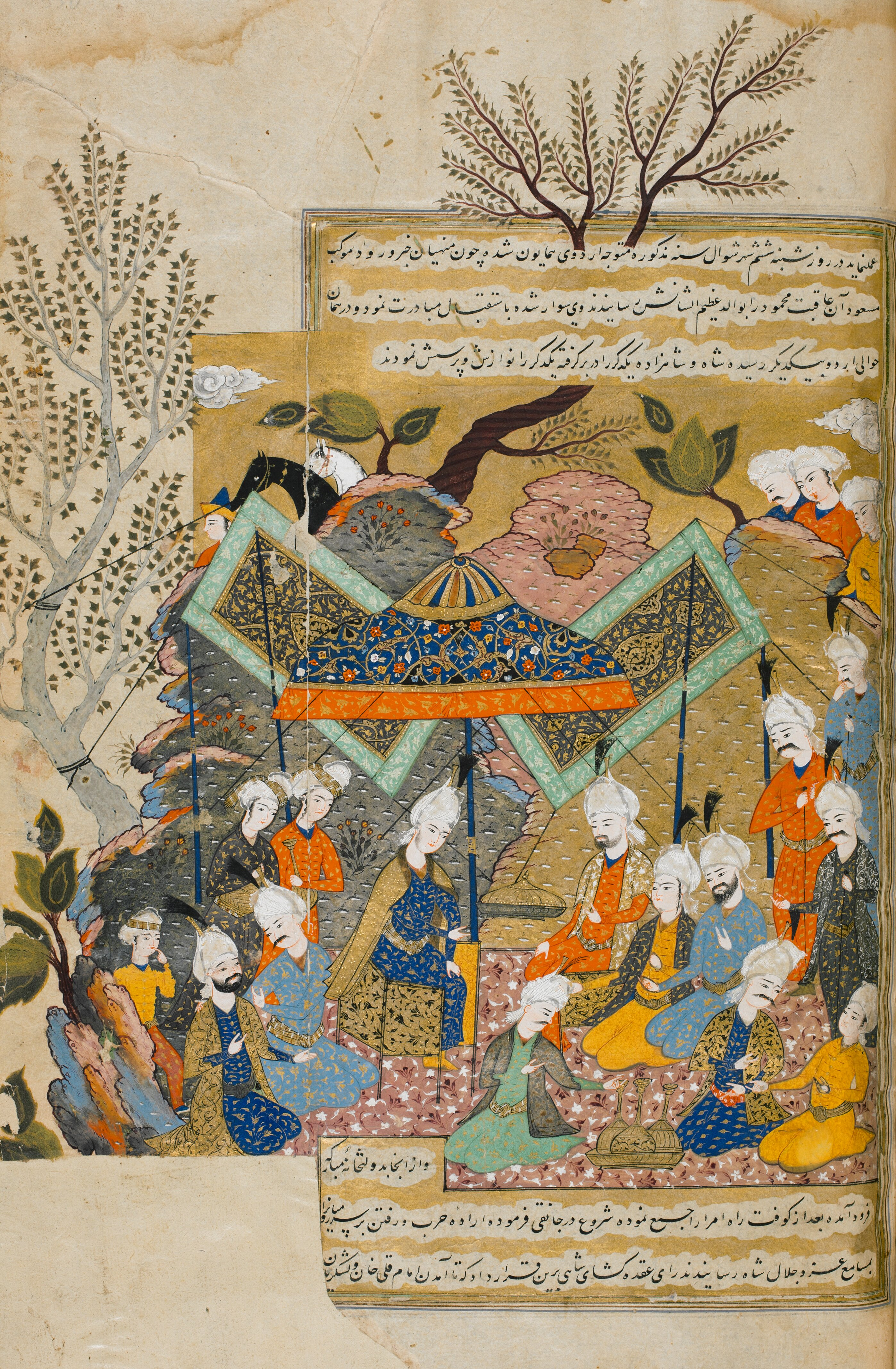
يمينًا في الوسط يظهر الشَّاه «مُحَّمد خُدابنده» والد عبَّاس الأكبر وإلى اليسار يظهر أخوه الشَّاهزاده «حمزة ميرزا».

كان عهد الشَّاه الجديد إسماعيل الثَّاني قصير الأمد ودَمويًا، حيث جعلتُه سنوات السجن الطَّويلة يَرى من الآخرين موضع الشَّك ومنزل الضَّغينة فقام بِتصفية لِأفراد أستاجلو الذين دعموا حيدر ميرزا في مُبتغاه لاعتلاء العرش الصَّفوي شهد الأمير الشَّاب عبَّاس هذه المجازر وتأثَّر بِها بِشكلٍ مُباشر. أمر هذا الشَّاه بِإعدام العديد من إخوته غير الأشقَّاء وبني عُمُومته وبني إخوته. إلا أنَّه امتنع عن قتل مُحمَّد خُدا بنده لأنه كان أخاه الشَّقيق كما لم يكُن مُحمَّد خُدا بنده يُشكِّل خطرًا على مُلك إسماعيل بِسبب عماه. ومع ذلك في تشرين الثَّاني من سنة 1577م تلقَّى عليقُلي خان شاملو أوامر من الشَّاه إسماعيل الثَّاني بالسَّير إلى هراة لِقتل الشَّاهزاده عبَّاس. إلَّا أن عليقُلي خان قام بِتأخير إعدام عبَّاس؛ وكانت ذريعته في ذلك: أنَّه من غير السَّار قتل أبناء السَّادة الأبرياء في الأيام المُقدَّسة، ويعني العيدين وهُما: الفطر والأضحى. أنقذ هذا التَّأخير حياة الشَّاهزاده عبَّاس فقد توفي الشَّاه إسماعيل الثاني في اليوم الرَّابع والعشرين من نفس الشَّهر أي تشرين الثَّاني وقُدِّر لِلأمير الصَّفوي أن يعيش. وتولَّى عليقُلي خان شاملو حُكم هراة والوصاية الجديدة على عبَّاس.

### الاضطرابات الدَّاخليَّة ومقتل والدته
في 11 أو 13 شباط (فبراير) 1577م جلس مُحمَّد خُدابنده على عرش الدَّولة الصفويَّة وهو والد الشَّاهزاده عباس. وبِسبب مرض الشَّاه الجديد مُحمَّد خدابنده أضحت الإدارة الفعليَّة بين يدي من هو سواه. كانت والدة عبَّاس خير النِّساء بيگُم سيِّدة قويَّة الإرادة ومُؤثِّرة سياسيًا وعسكريًا وقد أثار ذلك حفيظة أمراء القزلباش. كما أدَّى الشِّقاق في البلاط إلى قيام التَّمردات في أقطار البلاد المختلفة، تصاعد الصِّراع بين فصائل القزلباش وسُرعان ما اندلعت مُواجهات بين استاجلو وشاملو. استشعر الشَّاه مُحمَّد خُدابنده وزوجته الملكة أن القائد عليقُلي خان سوف يتآمر لِوضع الشَّاهزاده عبَّاس على العرش فَأرسل الشاه رسالةً إلى عليقلي يأمره بإحضار عبَّاس إلى قزوين. لكن أمراء القزلباش في خُراسان اعتقدوا أن وجود أمير صفوي في العاصمة الخُراسانيَّة هراة من الضَّرورات بِسبب تهديدات أوزبك بُخارى بِمُهاجمتها.
مع فترة الضَّعف التي أصابت الحُكُومة الصفويَّة اغتنم أعداؤها الفُرصة لإعلان الحرب حيث أعلن العُثمانيُّون حربًا على الدَّولة الصفويَّة في سنة 1578م تكبَّدت خلالها العساكر الصفويَّة خسائر عدَّة إلى أن شنُّوا هُجومًا مُضادًا قاده كلٌ من ولي العهد حمزة ميرزا والوزير الأعظم ميرزا سلمان جابري والملكة خير النِّساء بيگُم لِمُواجهة الجُند العُثمانيين والتَّتار في شروان. لكن مُحاولة الملكة خير النَّساء في تحديد استراتيجيَّة الهجمات أثارت غضب أمراء القزلباش فتآمرت جماعة من القزلباش لِقتل الملكة خير النِّساء بيگُم وداهموا مقرَّ إقامتها وقتلوها في 1 جُمادى الأولى 987هـ المُوافق فيه 26 تمُّوز (يوليو) 1579م. وعلى الرَّغم من أن عبَّاس كان صبيًا إلَّا أن مقتل والدته على يد القزلباش ترك انطباعًا عميقًا في نفسه، ولعلَّه اعتقد منذ ذلك الحين أن قوَّة القزلباش يجب أن تُكسر.

## اعتلاؤه عرش الدَّولة الصفويَّة

### الحرب في خراسان
بُعَيد مقتل الملكة خير النِّساء بيگُم تم تنصيب الشَّاهزاده حمزة ميرزا وليًا للعهد وكان له من العُمر أحد عشر عامًا. لم يكن لدى القزلباش أي تخوف من مُلك حمزة، وظفروا بالسُلطة العُليا في الحُكُومة الصفويَّة واندلعت بينهم الصِّراعات للحُصُول على مزيد من السُلطة والمَقدرة. وقد اشتدَّ لظى تلك النزاعات في بلاط قزوين وبلاط خُراسان. ففي خُراسان: كان «عليقُلي بك گوركان شاملو» وحليفه «مُرشد قُلي خان استاجلو» يخوضان غِمار الحرب ضد «مُرتضى قُلي خان پرناك» حاكم مشهد. أما في قزوين: سيطرت عشيرة تكلو القزلباشيَّة على السُلطة في العاصمة قزوين وقتلوا عددًا كبيرًا من الشخصيَّات البارزة من عشيرة شاملو وكان من بين الضحايا هما والد عليقُلي بك وأمَّه، أثار ذلكُم سخط عليقُلي بك شاملو وفعل ما تنبَّأت به الملكة خير النِّساء بيگُم حيث نادى بِعبَّاس شاهًا لِلدولة الصفويَّة في 1581م وكان له من العُمر عشر سنوات، وخاض غِمار الحرب في خُراسان لِتنصيب عبَّاس على العرش الصفوي. سيطر عليقُلي بك ومُرشد قُلي خان على نيسابور وفيها سكَّوا العُملات المعدنيَّة وألقوا الخطبة باسم الشاه عبَّاس.

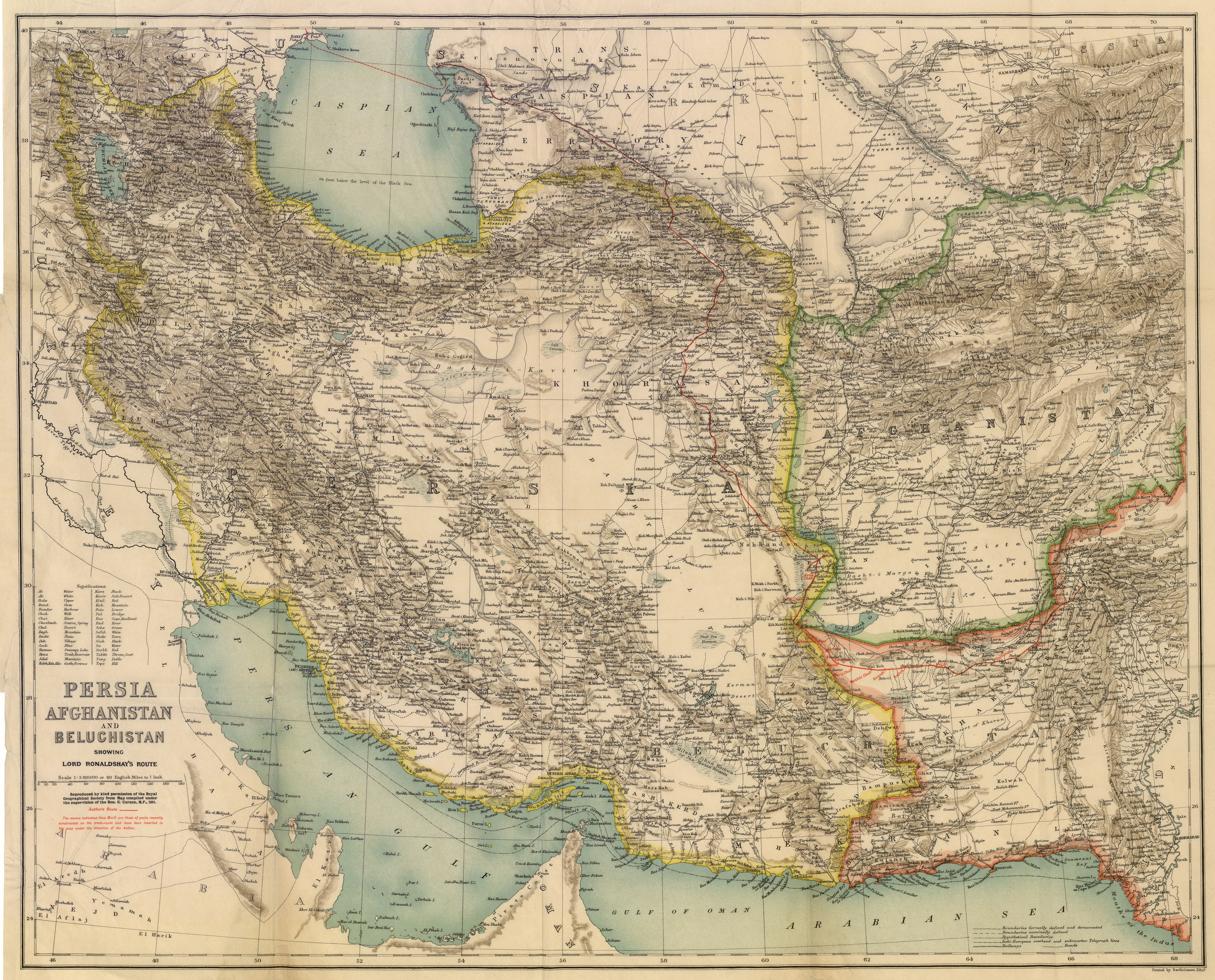
خريطة مُفصَّلة للديار الإيرانيَّة، وتظهر حُدود البلاد الخراسانيَّة أعلى اليمين، ومنها سار عبَّاس ميرزا نحو قزوين عاصمة الصفويين للجُلُوس على تخت المُلك.

في العام التَّالي تقدَّم جيش من غرب البلاد سائرًا نحو خُراسان في مشرقها لِحل الوضع. حاصرت تلكُم العساكر مدينة «تُربت حيدريَّة» وكان فيها مُرشد قُلي خان استاجلو، ومدينة هراة حيث أقام عبَّاس وعليقُلي خان بك شاملو لكن كِلتا المُحاولتين لم تُجديا نفعًا. أثناء ذلك شن العُثمانيون هُجومًا آخر على شمال غرب البلاد وما إن بلغ الخبر مسامع أمراء الحرب توصَّلوا إلى اتفاق مع القائد علي قُلي بك شاملو وعليه أعفي الأخير من العقاب ولم يكُن عليه سوى أن يعترف بالأمير حمزة ميرزا بِاعتباره وريثًا ظاهرًا للعرش. وقد ظلَّ عليقُلي بك حاكمًا ووصيًا على عبَّاس ميرزا ونال مُكافاة من الشَّاه. قام مُحمَّد خُدابنده بِإزاحة مُرتضى قُلي خان پرناك من حُكم مشهد وهو العدو القديم لِعليقُلي بك، ونصَّب أميرًا من الاستاجلويين بديلًا عنه في حُكم مشهد. بِحسب اسكندر بك مُنشي أنَّ كثرةً من القوم اعتقدوا أن ادِّعاء عبَّاس ميرزا سَيسُود على ادِّعاء حمزة ميرزا.

### اغتيال ولي العهد حمزة ميرزا
حينذاك كان ولي العهد حمزة ميرزا يقود جيشًا لِطرد العُثمانيين من تبريز. وقد أمر بإعدام أحد أمراء القزلباش في البلاد الأذربيجانيَّة فأثار ذلك استياء ضُبَّاطه. ونتيجة لما سلَف اغتيل ولي العهد حمزة ميرزا في كنجه بِتاريخ 28 ذو الحجَّة 994هـ المُوافق فيه 10 كانون الأوَّل (ديسمبر) 1586م، ويُعتقَد أن القاتل تلقَّى رشوة من زُمرة من المُتآمرين. وقد مهَّد اغتيال حمزة الطريق لصُعُود عبَّاس ميرزا.

### تربُّع عبَّاس الأوَّل على العرش

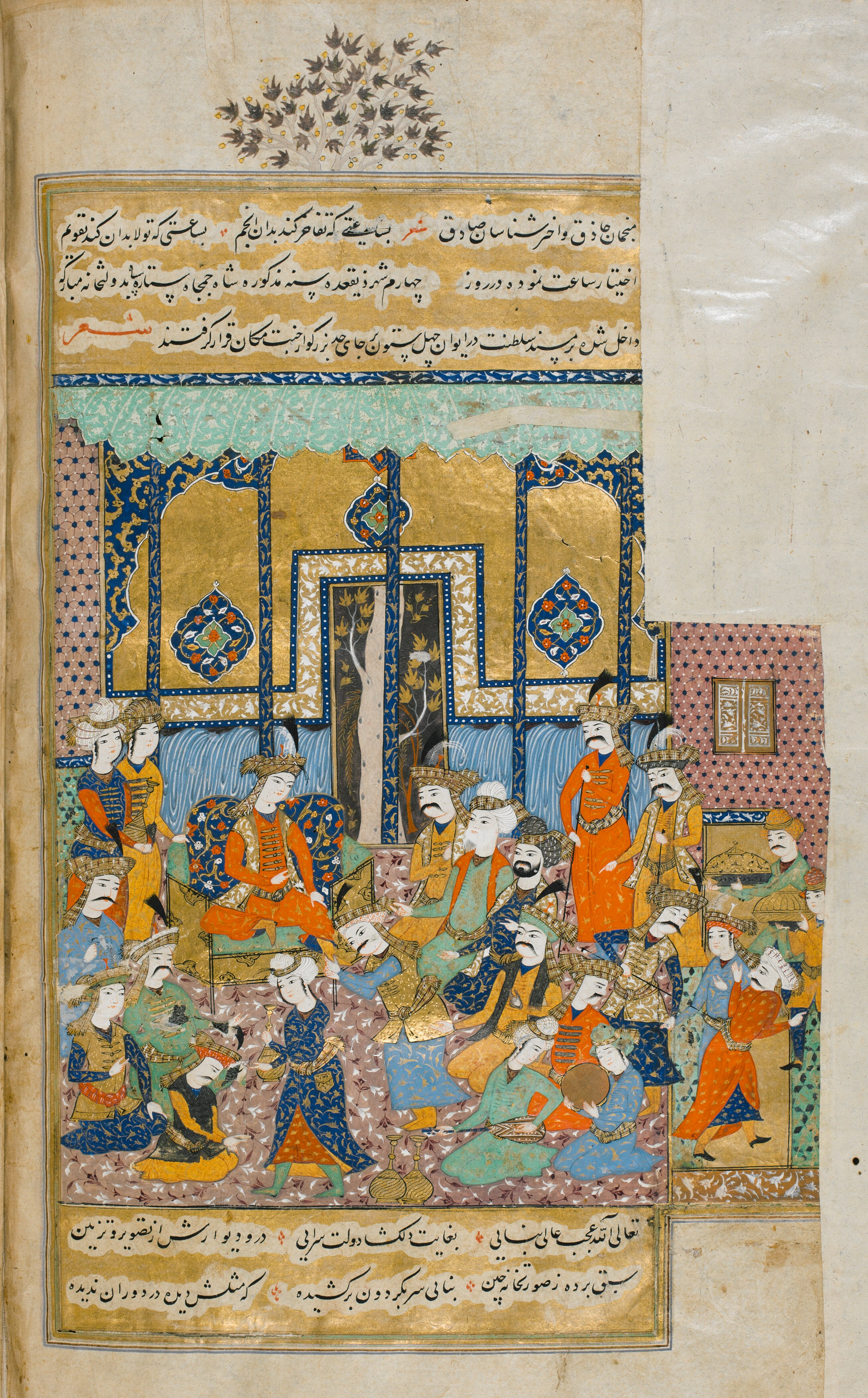
منمنمة تصوّر صُعُود الشاهنشاه عبَّاس الأكبر إلى عرش الدَّولة الصفويَّة في قزوين، من كتاب «خلاصة التواريخ» لأحمد مُنشي القُمِّي.

في خُراسان احتدم التَّنافُس بين القائدين مُرشد قلي خان وعليقُلي خان بك فيما يُسمَّى بِـ«حرب سوسفيد» حيث تمكَّن مُرشد قُلي خان من الاستيلاء على مشهد واختطاف عبَّاس ميرزا. فأرسل مُرشد قُلي خان رسالةً إلى النُبلاء في قزوين يسألُهُم عن احتمال دعمهم لعبَّاس كمُرشَّح للجُلُوس على العرش، وقد تقبَّلوا هذا المَسعى إلا أنهم شكَّكوا في قابليَّة تنفيذه بِأنفُسهم. كان مُرشد قُلي خان يُناقش فكرة القيام بِالمُخاطرة والسَّير نحو قزوين لتنصيب عبَّاس شاهًا للدَّولة؛ فجاءت الهجمات الأوزبكيَّة في شهر مُحرَّم 995هـ المُوافق فيه كانون الأوَّل (ديسمبر) 1586م وحسمت الأمر. ومع تقدُّم هجمات الأوزبك سقطت مدينة هراة في أيديهم، عرَّض هذا الحادث موقف مُرشد قُلي خان للخطر حيث أدرك أنَّه قد يفقد عبَّاس مع تصاعُد تِلك الهجمات، فرأى أن هَذه كانت فُرصته الأخيرة لِوضع عبَّاس على تخت المُلك.
قدَّم العديد من أمراء القزلباش تأكيدات بِدعمهم لِعبَّاس ميرزا، فأبلغ الشَّاه مُحمَّد خُدابنده القائد مُرشد قُلي خان أن يتعامل مع المُتمردين، مُقررًا الهُجُوم. وفي الأيام العشرة الأولى من شهر رمضان من سنة 1586م قرَّر عبَّاس ميرزا مع وصيِّه وجماعة قليلة من رِفاقه السَّير إلى قزوين، ولم يتجاوز تعدادهم بضع مئات من الفُرسان وعند عُبُورهم طريق الحرير جاء عدد من أمراء القزلباش من تكلو وأفشار وذو القدر الذين حكموا عدَّة مُدُن مُهمَّة على طول الطَّريق وقدَّموا الولاء لِعبَّاس، ومع اقترابهم من قزوين زادت قوَّتهم الصَّغيرة وبلغت 2,000 فارس مُسلَّح. ابتداءً، أظهر شهردار قزوين وأمراء القزلباش مُقاومةً داخل العاصمة، لكنَّ حُشود المُواطنين والجُند الذين أرادوا منع الحرب خرجوا وأعلنوا تأييدهم لِعبَّاس؛ وعلى أثر ذلك تخلَّى الشهردار وأمراء القزلباش عن مُقاومتهم وتوجَّه عبَّاس نحو العاصمة يُرافقه مُرشد قُلي خان في أواخر شهر تشرين الأوَّل (سبتمبر) من سنة 1587م. كان الشَّاه مُحمَّد خُدابنده مع ولي عهده أبو طالب ميرزا وعدد من حاشيته من استاجلو وشاملو يُعسكرون على بُعد مائتي ميلٍ من قُم. وعندما وصلتهم الأخبار، قرَّر النُبلاء التخلِّي عن دعم الشَّاه ووريثه لِصالح عبَّاس ميرزا. على أثر تلكم المواقف قرر الشاهنشاه مُحمَّد خُدابنده التنحي عن العرش لصالح ولده.
دخل عبَّاس ميرزا العاصمة قزوين في يوم الأحد المُصادف 14 ذو القعدة 995هـ المُوافق فيه 16 تشرين الأوَّل (أكتوبر) 1587م واعتلى عرش الدَّولة الصفويَّة في قصر الأربعون عمودًا، تحت اسم «الشاه عباس» (بالفارسية: شاه عباس). وكان له من العُمر سبعة عشر ربيعًا، ونال مُرشد قُلي خان لقب الوكيل أي نائب الملك.

## ترسيخ دعائم الدَّولة الصفويَّة العتيدة

### انفراد عبَّاس الأوَّل بالحُكم

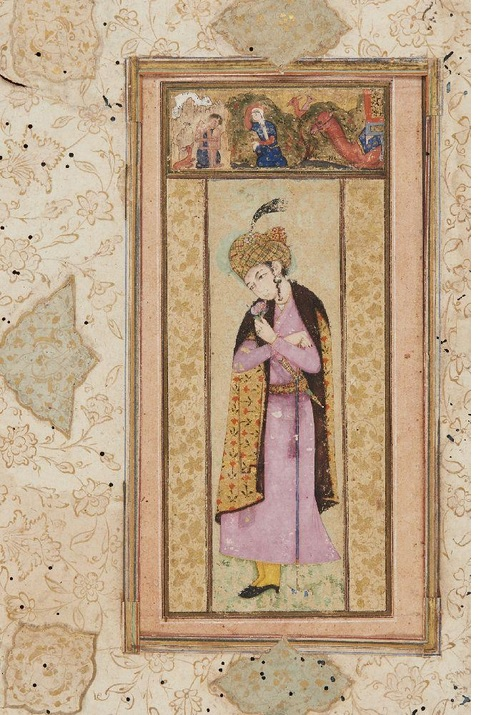
رسمٌ من العصر الصفوي يُصوِّر الشاه عباس الأول في شبابه ق. 1590.

كانت الإمبراطوريَّة التي ورثها الشاه عبَّاس في حالة يُرثى لها بِسبب استيلاء العُثمانيين على أراضٍ شاسعة في الغرب والشَّمال الغربي ووقوع مدينة تبريز الكُبرى في أيدي العُثمانيين، بِالإضافة إلى الغزو الأوزبكي لِنصف الدِّيار الخراسانيَّة. وكانت إيران نفسها مُمزَّقة بِسبب القتال بين فصائل القزلباش الذين استخفُّوا بِالسُلطة الشاهانيَّة لمَّا سوَّلت لهم أنفُسُهم قتل الملكة «خير النساء بيگم» (926هـ \ 1548م - 958هـ \ 1579م) واغتيال الوزير الأعظم «الميرزا سلمان جابري الأصفهاني» سنة 991هـ المُوافقة لِسنة 1583م. ابتداءً، اقتص الشاه عباس من قتلة والدته فَأعدم ثلاثةً من قادة المُؤامرة ونفى أربعةً آخرين. كان مسعاه التَّالي هو التحرُّر من السُلطة الفعليَّة لِلوكيل مُرشد قُلي خان استاجلو الذي أقدم على تعيين صحبه في المناصب الحُكُوميَّة الرَّفيعة وتقييد سُلطة عبَّاس الشاهنشاهيَّة في القصر. وحينذاك كان الأوزبك يواصلون غزوهم لِخُراسان، وقد وصل إلى مسامع الشاه عبَّاس أن صاحبه القديم عليقُلي بك شاملو مُحاصرٌ في هراة فطلب الأوَّل من مُرشد قلي خان التحرُك. لكن مُرشد لم يستجب لِذلك خوفًا من مُنافسه عليقُلي بك، ولم يفعل شيئًا حتى وصل الخبر بِسُقُوط هراة ووقوع مذبحة في تلك البلاد ومقتل القائد «عليقُلي بك گورگان شاملو» في أواخر ربيع الأوَّل 997هـ المُوافق فيه شباط (فبراير) 1589م. عندها فقط سار مُرشد قُلي خان في حملة نحو الديار الخُراسانيَّة. لكن الشاه عبَّاس أراد الانتقام لِمقتل عليقُلي بك؛ رَّتب الأمر مع أربعة من أمراء القزلباش وأمر بقتل مُرشد قُلي خان استاجلو في 23 تموز (يوليو) 1589م. وبِمقتل مُرشد قُلي خان تمكَّن الشاه عباس من إحكام سُلطانه على إيران ويبدأ حُكمه المُنفرد.

### إرساء توازن القوى
منذ قيام الدَّولة الصفويَّة كانت قوَّة القزلباش هي أساس الجُيُوش الصفويَّة وقد تقلَّدوا العديد من المناصب الحُكوميَّة المُهمَّة، ونتيجة لما سلف كان الشاه عاجزًا في بعض الأحيان؛ سعى الشاه عباس لمُوازنة القوى وكَحل حاسم لِتلك المُشكلة اعتمد على الأفراد الجُدُد في المُجتمع الإيراني وهم «الغلمان» وأنشأ منهم قوَّة عسكريَّة بلغ تعدادها 37,000 مُقاتل بِتمويل كامل من التَّاج، وقد أدَّى ذلك للحد من القوَّة القزلباشيَّة مُقابل السُلطة الشاهنشاهيَّة، وانقضى «احتكارهم العسكري» في الدَّولة الصفويَّة. سُميت هذه القوَّة الجديدة بِـ«الغلمان الخواص الأشراف» وكان مُعظمُهمُ من الشراكسة والأرمن والكرج الذين جيء بهم إلى الديار الإيرانيَّة واعتنقوا الإسلام. اشتغلوا بالأعمال العسكريَّة والمدنيَّة وكان ولاؤهم فقط لِلشاه. خلال حُكم عبَّاس الأكبر نمت هذه الجماعة الجديدة على صعيد النُفوذ والقوَّة حتَّى صار يُطلق عليها «القوة الثالثة» وأصبح قومٌ من الشَّراكسة والكرج والأرمن جزءًا لا يتجزأ من المُجتمع الإيراني وتقلَّدوا مناصب حُكوميَّة وشاهانيَّة وعسكريَّة.

### الفُتُوحات في الديار القوقازيَّة

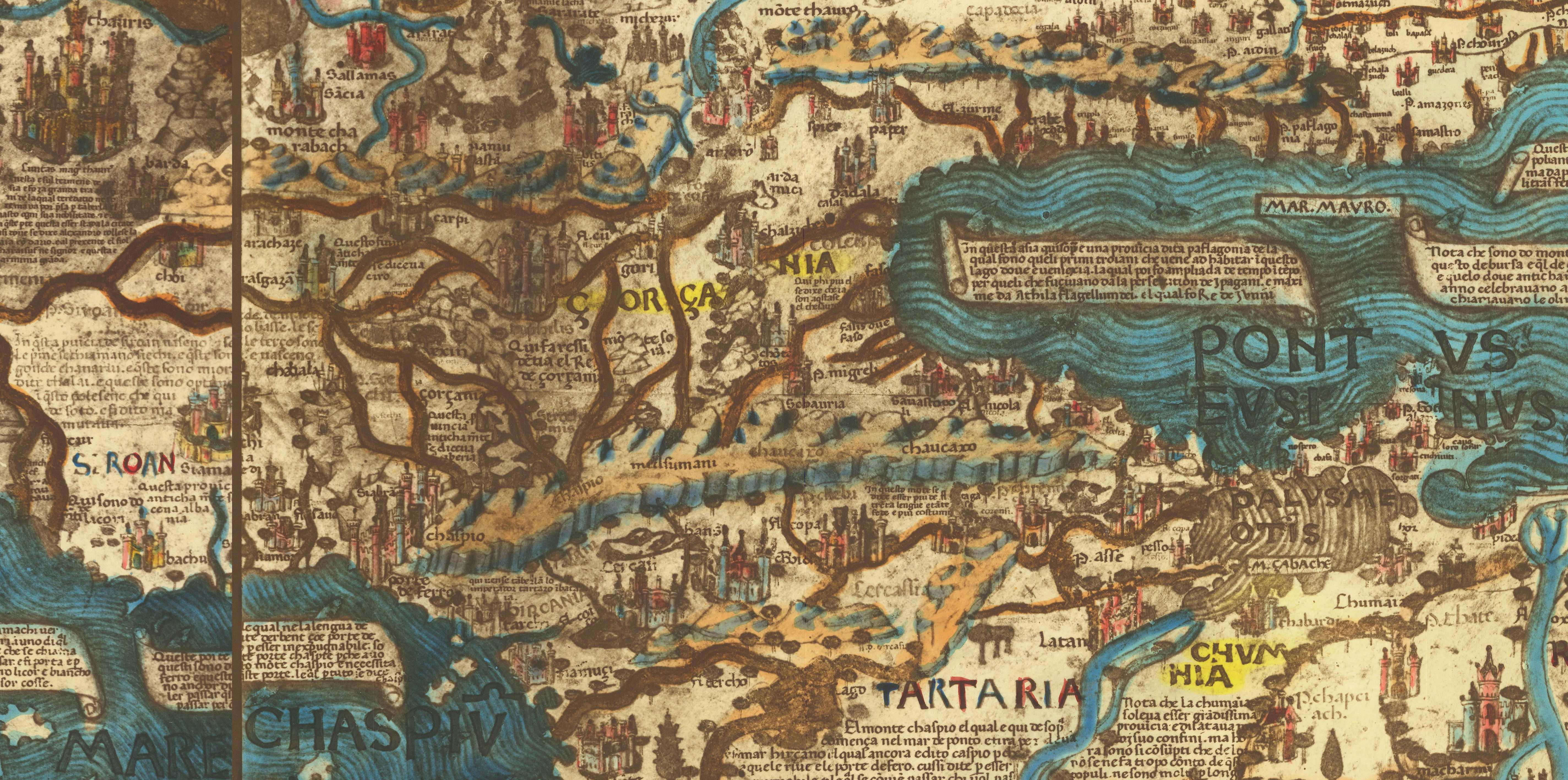
خريطة للبلاد القوقازيَّة التي رفدت الدَّولة الصفويَّة بالشركس والأرمن والكرج، وقد مثلت هذه المجموعات القوَّة الثالثة الصَّاعدة في عهد الشاه عبَّاس الأكبر.

لقد نظر الشاه طهماسب الأول (919هـ \1514م - 984هـ\ 1576م) وهو الشاهنشاه الصَّفوي الثاني، إلى إمبراطوريَّته ودولة العُثمانيين المُجاورة فأدرك أنه يواجه تهديدات مُستمرَّة بسبب الفصائل المُتنافسة التي شكَّلت مُجاراة له بِاعتباره رأس الدَّولة. وإن لم تتم إدارتها بِشكل صحيح فقد تُصبح تهديدًا خطيرًا يُحيط بالحاكم وتؤدي إلى مُؤامرات في البلاط. من مرأى طهماسب كانت المُشكلة تدور حول النُخبة العسكريَّة لِلإمبراطوريَّة وهم القزلباش، حيث اعتقد القزلباشيون أن القُرب من أحد أفراد البيت الصفوي والسَّيطرة المُباشرة عليه تمنحُهم تميُزًا رُوحيًا وثروة سياسيَّة وتقدُمًا ماديًا. ولِذلك قام الشَّاه طهماسب بين عامي (1540 - 1555) بِسلسلة من الفُتُوحات في الدِّيار القوقازيَّة، وقد أضفت هذه المعارك خبرة قتاليَّة لجُنده وعساكره وأدَّت إلى أسر أعداد هائلة من الشَّراكسة والأرمن ويُذكر أن تعدادهم بلغ ثلاثين ألفًا في أربع غارات فقط. ستُشكِّل هذه المجموعات الأساس لِمنظومة الغُلمان العسكريَّة الصفويَّة. ونتيجة لما سَلَف نشأ مُكوِّن جديد في المُجتمع الإيراني يتألَّف من العرق القوقازي، لم يتم تنظيم الجنود الغُلمان الأوائل إلى أن جلس الشاه عبَّاس على تخت المُلك، ولكن سبق أن بلغ القوقازيُّون مكانةً مرموقةً في عهد الشاه طهماسب الأول سواء في الإدارة المدنيَّة أو العسكريَّة وحتى الحرملك والبيت الحاكم.
سار الشاه عبَّاس على خُطى جدِّه طهماسب الصفوي وقرر دعم تلكُم الجماعات القوقازيَّة الجديدة، حيث أدرك أهميَّة فرض سُلطته الشاهانيَّة على القزلباش أو البقاء دُمية بين أيديهم. وعليه شجَّع عبَّاس تصاعُد النُفُوذ والقوة لهذا التكتُل الجديد الذي سَيُعرَف بِتسمية «القوة الثالثة» وحصل عددٌ كبيرٌ منهم على أدوار في المُجتمع الإيراني وشغلوا مناصب عُليا في الدَّولة بما في ذلك فيلق الغُلمان الذي قام عبَّاس بِتوسيعه إلى خمسة عشر ألف فارس مُدرَّبين تدريبًا عاليًا كَجُزء من فرقة جيش كاملة بلغ قوامُها أربعين ألفًا من القوقازيين. ثم قام عباس الأوَّل بِتنحية عدد من حُكَّام المُقاطعات الذين ينتمون إلى القزلباش ونقلهم إلى مواضع أخرى وقطع علاقتهم بِالمُجتمع المحلي وحدَّ من سُلطانهم، وحلَّ محل مُعظمِهم قادةٌ من غُلمان القوقازيين الذين كان ولاؤهُم للذات الشاهانيَّة الصفويَّة. بِحُلُول سنة 1595م أضحى القائد اللهوردي خان واحدًا من أقوى رجال الدَّولة في الإمبراطوريَّة الصفويَّة، وكان من الجورجيين. حيث تم تنصيبه حاكمًا لمقاطعة فارس وهي من أغنى المقاطعات في بلاد فارس، وبلغت قوَّته ذروتها سنة 1598م عندما أصبح القائد الأعلى للقوَّات المُسلَّحة الصفويَّة.
لم يمنح نظام الغُلمان للشاه إمكانيَّة فرض سُلطته على المُنافسين والقزلباش فقط، بل وجد حلًا لِلمُشكلات الماليَّة ولو على المدى القصير وذلك من خلال استعادة السيطرة الكاملة على الأقطار التي حكمها أمراء القزلباش سابقًا، أضحت الإيرادات الماليَّة مُكمِّلة لِلخزانة الملكيَّة ومُنذ ذلك الحين ابتدأ المسؤولون بِجمع الضَّرائب وإرسالها مُباشرةً إلى الخزانة الملكيَّة. وفي الحرملك حل الشَّراكسة والكرج بِسُرعة محلَّ الفصائل التُركمانيَّة. ونتيجة لما سلَف؛ اكتسبوا نُفُوذًا كبيرًا في البيروقراطيَّة الصفويَّة الجديرة والبلاط. وبعد انتهاء الدولة الصفوية لم تعمل منظومة الغُلمان بنفس الكفاءة التي كانت عليها في أيام الصفويين، إلا أنهم لعبوا دورًا حاسمًا خلال بقية العصر الصفوي وحتى سُقوط السُلالة القاجاريَّة في 15 كانون الأوَّل (ديسمبر) 1925م.

## التوسُعات والفُتُوحات

### الحرب الخُراسانيِّة الأولى

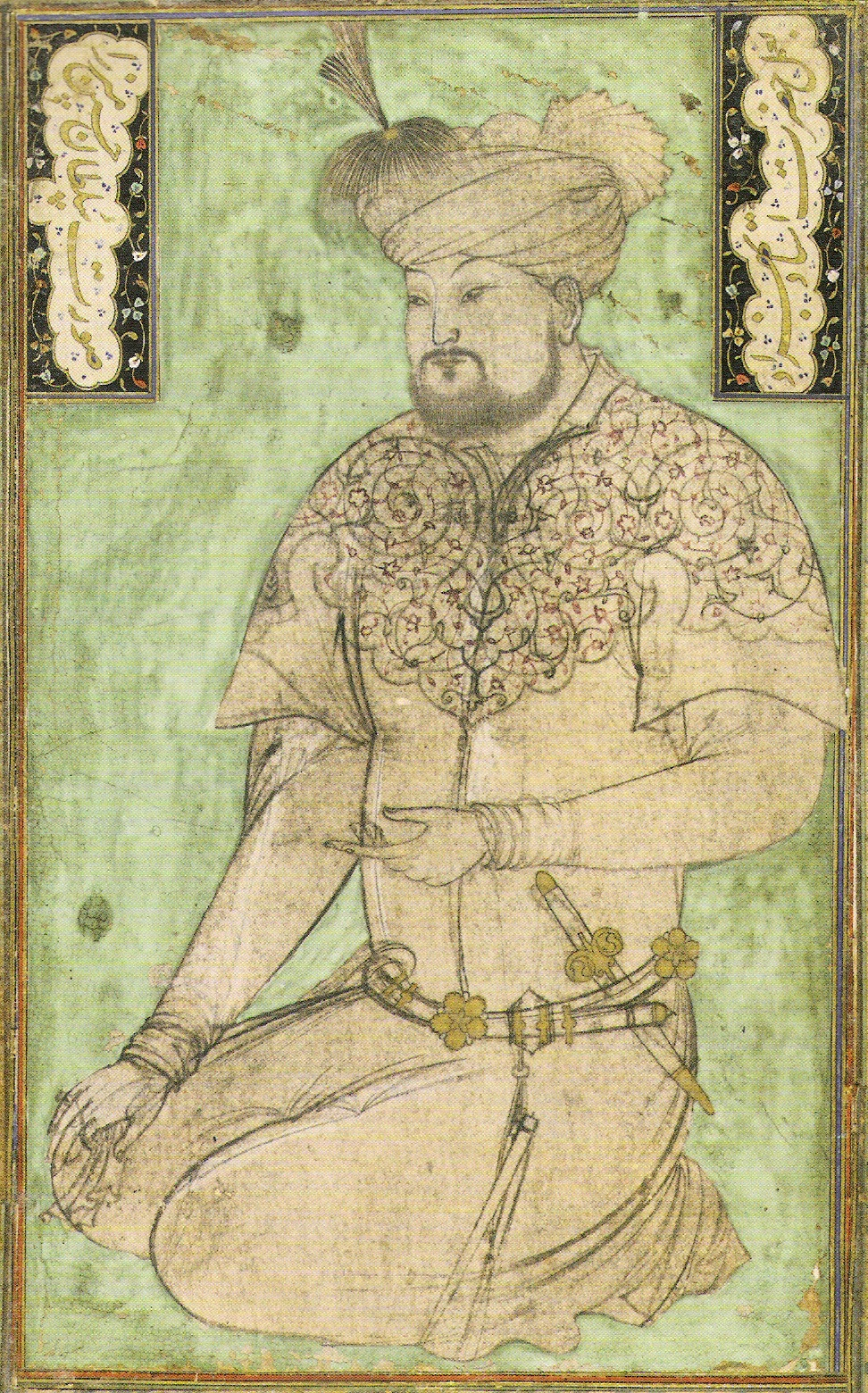
صورة للسُلطان حُسين بايقرا وهو من أواخر السَّلاطين التيموريين

في سنة 1001هـ المُوافقة لِسنة 1592م عقد الشاه عبَّاس العزم على تحرير الدِّيار الخُراسانيَّة من غزو الأوزبك المُتمثِّلين بالدَّولة الشيبانيَّة، فخرج الشاه من قزوين متوجهًا إلى بسطام، وحينها وصلت رسالة إلى الشاه عباس من عبد المؤمن الشيباني وهو الخان الأوزبكي (1006هـ \ 1598م - 1006هـ \ 1598م) وقد كان في نيسابور، طلب فيها من الشاه إلغاء المعاهدة التي عُقدَت بين حسن بك آق قويونلو والأمير حُسين بايقرا حول حدود عراق العجم وخُراسان، وترك شمارد والدَّيار الخُراسانيَّة؛ فردَّ عليه الشاه عبَّاس الأكبر أن لا علاقة له بِتلك التَّسوية، وأنه سيُواجهُه قريبًا في ساحة المعركة. بعد ذلك سار الشَّاه من بسطام نحو نيسابور حيث كان يُقيم عبد المُؤمن خان، وما إن وصل الشاه عبَّاس إلى جاجرم حتَّى كتب إليه الخان الشيباني عبد المُؤمن بأنه تاركٌ نيسابور، وسائرٌ إلى جام. فدانت للشاه أقطار تلك البلاد وتمكن من فتح مزينان وسبزوار وجاجرم ونيسابور ونصَّب حُكامًا على جميع تلكُم الأراضي، لكن بسبب شتاء خراسان القاسي أجَّل عباس الأكبر سيره وعاد إلى العاصمة قزوين.

### الحرب الخُراسانيَّة الثانية
في غُرَّة سنة 1004هـ المُوافقة فيه أيلول (سبتمبر) 1595م، حشد الشاه عبَّاس جيشًا مرَّة أخرى وسار إلى خُراسان حتَّى بلغ مُحيط إسفرايين وكانت تحت حِصار الأوزبك بِقيادة عبد المُؤمن خان الشَّيباني. وما إن سمع عبد المُؤمن بِوصول جيش الشَّاه حتَّى فرَّ هاربًا إلى مشهد ثم بلخ. وعادت إسفرايين لتنضم تحت جناح الشاهانيَّة الصفويَّة؛ ثم اتخذ الجيش الصفوي الطريق إلى استراباد بدلًا من سبزوار ومشهد ومُطاردة عبد المُؤمن خان. لكن لمَّا سمع الأخير رحيل الجُيُوش الصفويَّة عاد إلى خُراسان وارتكب مذبحة في سبزوار. وحين علم الشاه عباس الأكبر بذلك قاد الجُيُوش الصفويَّة وسار إلى سبزوار، فهرب عبد المؤمن مرَّة أخرى. وتولَّى إدارة مدينة سبزوار أحد أمراء القزلباش. ومن ذلك العام حتى سنة 1007هـ الموافقة فيه 1598م، بقي جزء من الديار الخُراسانيَّة في أيدي الأوزبك. وفي هذه الفترة، كان الشاه عباس الأول منشغلًا بإنهاء التمرُّدات في مازندران وكيلان ولرستان. وإبَّان ذلك كان هنالك صِراعٌ بين عبد الله خان الثاني الأوزبكي وابنه عبد المُؤمن خان على العرش، وكادت الحرب تندلع بينهما. لكن مع وفاة عبد الله خان استقل عبد المُؤمن بِالحُكم واستوى على تخت المُلك وقام مقام والده في سمرقند.

### الحرب الخُراسانيَّة الثالثة والنصر الكبير
استعرت نار الحرب مرَّة أخرى بين الخانيَّة الشيبانيَّة والشاهانيَّة الصفويَّة في 15 محرم 1007هـ الموافق فيه 9 (آب) أغسطس 1598م، تولَّى القائد رُكن الدولة فرهاد خان قرامانلو قيادة الجُيُوش الصفويَّة وألحق الهزيمة بِالجيش الشيباني في رباطپريان بالقُرب من هراة، لكن بسبب عدم مُراعاة بعض المبادئ الحربيَّة تمكنت طائفة من جيش الأوزبك أن تهزم زُمرة من العساكر الصفويَّة ثم لاذت بِالفرار؛ وكذا لم تنجح جُهُود القائد فرهاد خان في هزيمة الأوزبك. وعليه قدم الشاه عباس إلى هراة بِنفسه لِقيادة الجُند مُباشرة، وحين رأى الشاه قوَّة الأسوار لقلعة هراة أدرك أن الحصار قد يستمَّر لفترة طويلةً؛ فلجأ إلى إجبار العساكر الأوزبكيَّة على الخُرُوج من الحصن بِوساطة تكتيك التراجُع الظاهري - غير الواقعي فلمَّا خرج الجُند الأوزبك حاصرهم الصفويون وألحقوا بهم الهزيمة وفتحوا هراة، وأصيب في المعركة القائد الأوزبكي دين مُحمَّد خان وقُتل على يد مُقاتليه في طريق العودة. وبهذا النصر انتهى الاحتلال الأوزبكي لخُراسان وعادت الديار الخُراسانيَّة إلى جناح الشاهانيَّة الصفويَّة. لم ينتج النصر تحقيق السيطرة الصفوية على خراسان وحسب بل وجَّه ضربة إلى الدولة العُثمانيَّة المُنافسة، حيث ضمنت الحملة أمن الحُدود الشرقيَّة للإمبراطوريَّة الصفويَّة، فضلًا عن كسر الأوزبك فلم يتمكنوا من استرداد قوتهم إلا بعد زمن طويل. لم يركز الشاه عباس على حرب العُثمانيين إلا بعد ضمان الحُدُود الشرقيَّة فلمَّا تمَّ له هذا الأمر اندلعت حرب مع الأتراك العُثمانيين انتهت بِتحقيق انتصارات مُبهرة للشاه عباس الأكبر.

## الإصلاحات والتنظيمات في عهده
أدَّى إيجاد طبقة عسكريَّة جديدة إلى ظُهُور مشاكل ماليَّة لمَّا كانت الإدارة العسكريَّة كالتالي: كان قادة فصائل القزلباش هم أنفُسُهم أمراء الأمصار وحُكَّام الأقطار، وكان هؤلاء يستدعون المُقاتلين عند الحاجة فقط ويُنفذون إليهم التجهيزات من خزائن الولايات التي يحكُمُونها؛ ممَّا أسفر عن قلَّة واردات الضرائب التي تصل إلى الخزينة الشاهانيَّة. ولذلك قام الشاه عبَّاس الأكبر بِتحويل أراضٍ عدَّة لتكون تابعةً للتاج مُباشرةً وتحت تصرُّف الحُكُومة، وعليه عُيِّن موظفون ماليون لِجباية الضرائب ومن ثُم تحويلها إلى خزينة الدَّولة لِتوفير الميزانيَّة اللَّازمة لِبناء القوَّة العسكريَّة الجديدة، التي ساعدت الشاه على إيجاد التوازن بين العناصر المُتنافسة في الحُكُومة الصفويَّة. ممَّا أدَّى إلى إعادة تنظيم بالغة الأثر في المنظومة الإداريَّة للدولة. ومع نهاية الفترة العباسيَّة في الحُكم كان الغلمان الأشراف يتقلَّدون خُمس المناصب الحُكُوميَّة الرفيعة ومن بين تلكُمُ المناصب قوللرآقاسي «قائد الغلمان الخواص الأشراف» ومنصب تفنگچيآقاسي «قائد حملة البنادق». وبالإضافة إلى الإجراءات سالفة الذكر قام الشاه عباس باستحداث منصب «سردارلشكر» بدلًا من «أمير الأمراء»، ثم أعاد إحياء اللَّقب الإيراني القديم «سپهسالار» مُشيرًا إلى القائد العام للقوَّات المُسلَّحة الصفويَّة وتقلَّده اثنان من الغلمان الأشراف وهُما القائدان «اللهوردي خان» ومن بعده «قرچغاي خان». وبِهذه السياسة تيسَّر للشاه عبَّاس توحيد القوَّات الصفويَّة كجسم مُوحَّد ومنع الخلافات التي قد تُستَثار حول القيادة العُليا للجُيُوش الصفويَّة.

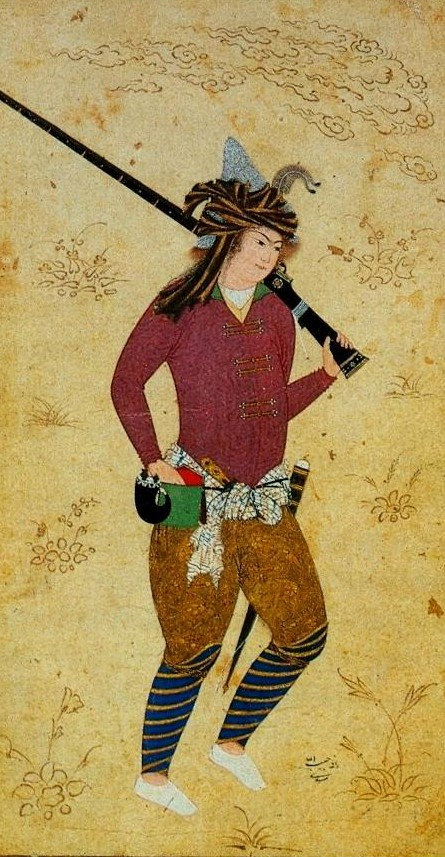
رسمةٌ تصور حامل بندقية فارسيًا من الدولة الصفويَّة في عهد الشاه عباس الأكبر.

ومن التغيُّرات الأخرى التي طرأت في عهد عبَّاس الأكبر هي تزايُد التركيز على الأُمُور الإداريَّة والفصل بين السُلُطات، وعليه ارتقت مكانة الوزير ورئيس الديوان في الحُكُومة ولعلَّ من أبرز السِّمات التي رافقت تلكُمُ التغيُّرات استعمال الألقاب التشريفيَّة مثل: «اعتماد الدولة» و«الصدر الأعظم» لمن يتقلَّد منصب الوزارة. في المُقابل بدأ منصب الوكيل «وكيل نفس نفيس همايون» يفقد مكانته ورونقه تدريجيًا، ولهذا المنصب جُذُور قديمة تمتدُّ إلى أوائل العصر الصفوي لمَّا امتلك صاحبه مقامًا رفيعًا لكونه الرَّفيق المُقرَّب للحضرة الشاهانيَّة الصفويَّة، إلا أن أهمِّيته بدأت تضمحلُّ بُعَيد اغتيال مُرشد قُلي خان استاجلو. تولَّى «ديوانبیگي» مهام وزير العدل، في حين كان «واقعه نويس» مسؤولًا عن تحرير الأوامر الشاهنشاهيَّة وحفظ سجلَّات المُراسلات مع الحُكَّام الأجانب. وكان «ايشيك آقاسي باشي» يرأس المحافل الشاهانيَّة في البلاط، بينما كان كلٌ من «قورچيباشي» و«قوللرآقاسي» و«تفنگچيباشي» من أكابر القادة العسكريين. لقد حققَّ عباس الأوَّل إصلاحات في المنظومة الإداريَّة تركت أثرًا عظيمًا في تعزيز وتقوية الحُكُومة الصفويَّة، وكان سر نجاحه يكمُن في التَّوازُن الدَّقيق الذي صاغه بين مُختلف العناصر في الديار الإيرانيَّة من الفُرس والتُرك والگرج والأرمن، توازُن لم يتمكَّن أسلافه من الحفاظ عليه إلا أنه قام بذلك بشكل مُبهر ورسَّخ دعائم الحُكم على أساس متين، حتى ظلَّت منظومته الإداريَّة مُعتمدةً في الدولة الصفويَّة لما يُقارب قرنًا من الزمن بُعيد وفاته.
وإضافة لما سلف فقد بلغت الجُيُوش الصفويَّة في عهد عباس الأكبر ذروة قوتها وأوج عظمتها، فطوَّر فرقة نظاميَّة من حملة البنادق «التفنگچية» بلغ قوامُها 12,000 من المُشاة والفُرسان، إضافة إلى فرق أخرى في العساكر النظامية مثل المدفعيَّة «توپچي» المُكوَّنة من 12,000 وقد اهتمَّ الشاه بأمر زيادة عدد المدافع حتى صار قادرًا على نشر 500 مدفع في معركة واحدة. وفرقة أخرى «الغلمان الخواص الأشراف» التي بلغ قوامها بين 10,000-15,000 فارسًا من الشراكسة والگُرج الحاملين للبنادق ومع مطلع القرن السابع عشر تمت إعادة تنظيم في العساكر الصفويَّة أصبح الغلمان الأشراف فيها 25,000 عنصرًا. وفي عهده تم فرض الانضباط القاسي وتمَّت مُعاقبة النَّهب بشدَّة. كانت الأسلحة الناريَّة الشائعة خلال الفترة الصفويَّة تشمل المدافع وبنادق الفتيل وأنواعًا أخرى من البنادق، وكانت تُسمى جميعُها تفنگ.

## الحرب مع العُثمانيين

### أسباب الحرب
بُعيد وفاة الشاه طهماسب الأول في 15 صفر 984 هـ المُوافق فيه 14 أيار 1576م شهدت الدولة الصفويَّة حالة من الاضطرابات التي عصفت بالبلاد بسبب تنافُس الأمراء الصفويين للجُلُوس على العرش علاوةً على الصراع المُستعر بين فصائل القزلباش. وقد استغلَّ الأعداء من عُثمانيين وأوزبك الفوضى التي أنهكت الشاهانيَّة الصفويَّة فرأى هؤلاء الفُرصة الفريدة لاحتلال الأراضي الصفويَّة. وكان الأوزبك قد وجَّهوا نداءً إلى آل عُثمان بشنِّ هجمات مُشتركة من الجبهتين الشرقيَّة والغربيَّة، ومن العوامل الأخرى التي سقت بذرة الحرب هي دفع عُلماء أهل السُنة بالسُلطان العُثماني إلى خوض غمار الحرب وتوسَّلوا إليه أن يغتنم فُرصة ضعف الحُكُومة الصفويَّة بُغية إنهاء التشيُع في بلاد فارس. ولمَّا بدأت الهجمات الأوزبكيَّة على أقصى مشرق الدولة الصفويَّة أي خُراسان ابتدأ العُثمانيون هجومهم مما أدى فعليًا إلى اندلاع الحرب. وقد تمكَّنوا من غزو مساحات شاسعة من الدولة الصفويَّة شملت: شروان وداغستان ومُعظم أذربيجان وكارتلي وكاخيتي ولُرستان وخوزستان. ولمَّا دانت مقادير المُلك للشاه عباس عزم على تحرير الأراضي الصفويَّة وبعد إصلاحات وتنظيمات قام بها لترسيخ أركان دولته صبَّ اهتمامه على وضع حد للمخاطر الأوزبكيَّة في مشرق الإمبراطوريَّة وقد كُتِب له النصر في أمره، ثم وجَّه أبصاره نحو الغرب يُريد استعادة الممالك الصفويَّة، وبعد جمع من المُطالبات والغطرسة من السفير العُثماني أمر الشاه عبَّاس باعتقاله وحلق لحيته وأرسلها إلى سُلطانه الذي يقبع في القُسطنطينيَّة لتندلع الحرب العثمانيَّة الصفويَّة.
- على الرغم من مُعاهدة السِّلم المُسمَّاة «مُعاهدة القسطنطينيَّة» التي قد عُقِدَت بين الدولتين العُثمانيَّة والصفويَّة إلا أن حُكُومة العُثمانيين استمرَّت في إثارة الفتن الداخليَّة التي أثقلت كاهل الدولة الصفويَّة وأدَّت إلى مقتل عددٍ من أعيان البلاد مثل الوزير الأعظم ميرزا سلمان جابري ومقتل والدة عبَّاس الملكة خير النساء بيگُم. وعلى الرغم من أن الشاه عبَّاس كان صغير العُمر في تلك الفترة إلا أن هذه الوقائع المُؤلمة تركت أثرًا عميقًا في قرارة نفسه، وأثارت سخط الممالك الصفويَّة من فعائل العُثمانيين.[102]
- استمرار الحُكُومة العثمانيَّة في دعم الأوزبك في غاراتهم على الأراضي الشرقيَّة للدولة الصفويَّة وتحديدًا خُراسان، ولاسيَّما الغارة الأوزبكيَّة على هراة التي قتل فيها القائد «علي قلي بك استاجلو» وكان علي قلي بك هذا وصيًا على عبَّاس ومُربيًا له ومُدربًا، وقد سبب مقتله حُزنًا بالغًا لدى الشاه.[102]
- الشكاوى والمُراسلات التي كانت تصل إلى البلاط الإيراني من أهالي المُدُن المُحتلَّة مثل نهاوند وتبريز وماكو وغيرها حول المظالم والمذابح التي تقع عليهم من قبل الغُزاة العُثمانيين.[103] ومن أشهر تلك المذابح ما ارتكبه عُثمان پاشا في تبريز التي نقلها القاضي أحمد القُمِّي فقال: «وَمُنذُ ظُهُورِ الإِسلَامِ حَتَّى اليَومِ لَمْ يَشهَدِ المُؤمِنُونَ مَذبَحَةً مِثلَهَا، بَلْ مَا مِن سَلَاطِينِ الكُفرِ امرُؤ سَوَّلَت لَهُ نَفسُهُ القِيَامَ بِالفِعلَةِ الشَّنِيعَةِ التي أَقَدمَ عَلَيهَا عُثمَان پَاشَا بحق المُسلِمِينَ».[104][105][106]

### خُرُوج الحملة الكُبرى

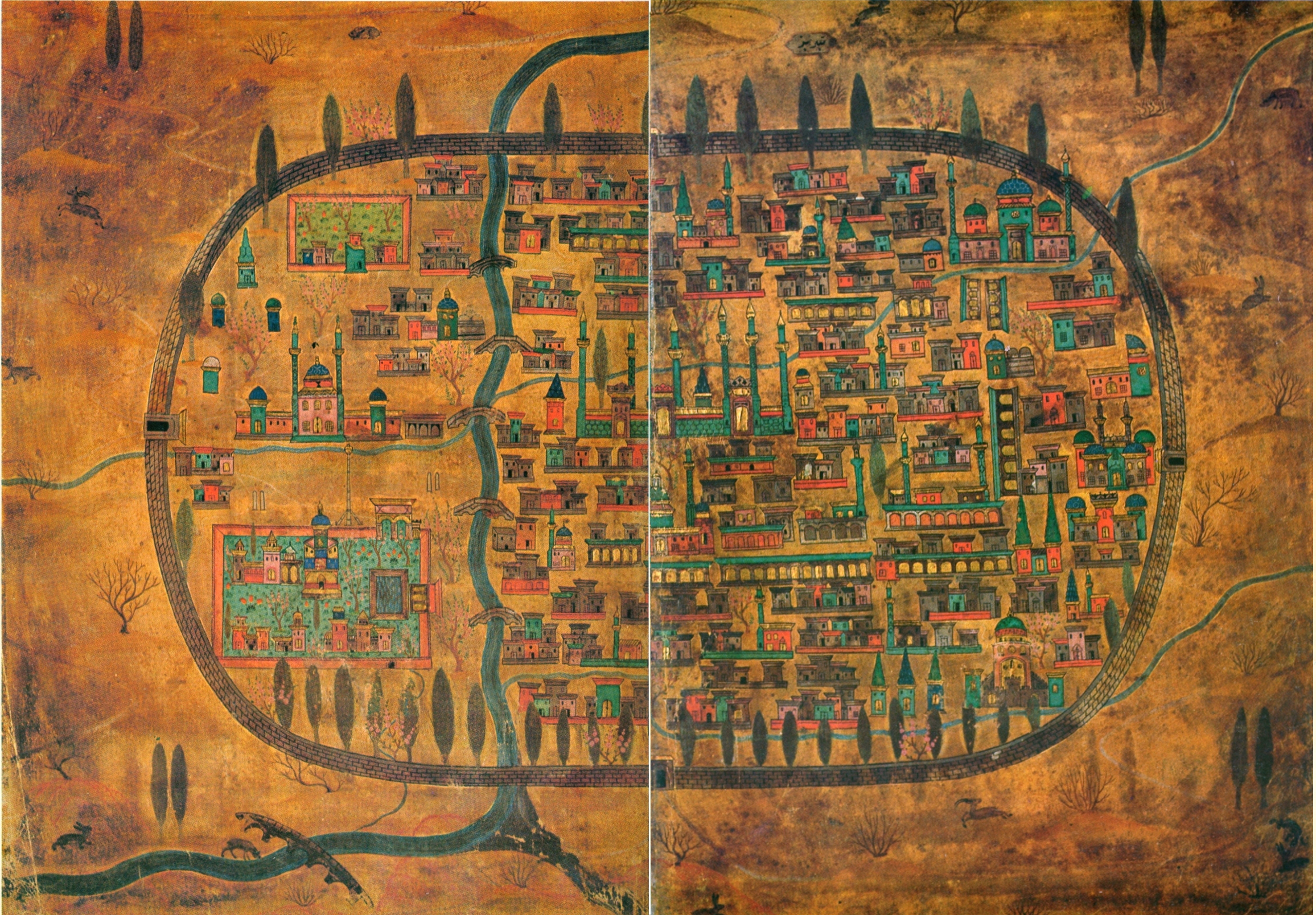
خريطة تبريز القديمة وهي العاصمة الأولى في تاريخ الدولة الصفويَّة وقد تمكن الشاه عباس من استعادتها وطرد العُثمانيين منها.

خرج الشاه عبَّاس الأكبر من أصفهان في 7 ربيع الآخر 1012هـ المُوافق فيه 14 أيلول (سبتمبر) 1603م حتَّى بلغ كاشان بُعَيد ثلاثة أيَّام، وكان مُرادُه نشر إشاعةٍ أنه يتوجَّه إلى مازندران. وقد أرسل أوامره إلى بكلربكيَّة أردبيل وقزوين كي تنضمَّ إليه عساكر تلك البلاد وأمراؤها، ثم سار بِجيشه العظيم إلى نهاوند فتسلَّمها بِالأمان، ثم سار صوب أُم العواصم تبريز وضرب حصارًا عليها، وتُشير المصادر أن المدينة امتلكت حامية عُثمانيَّة قويَّة قوامُها خمسة آلافٍ من الجُند ومائتان من المدافع وكميَّة من الأرزاق كافية لِعشر سنين. وكانت تبريز قد تعرَّضت لِضررٍ شديدٍ بِسبب الاحتلال العُثماني الطَّويل، فلمَّا أحسَّ الأهالي باقتراب قوَّات القزلباش همَّوا بارتداء أغطية الرَّأس القزلباشيَّة ترحيبًا بِالعودة الصفويَّة المنصورة. إلَّا أنَّ قائد الحامية العُثمانيَّة لم يعلم أن الصَّفويين هُم مَّن يُحاصرون المدينة، إنَّما اعتقد أنَّ جماعةً من اللُصُوص يُحاصرونها فأرسل خبرًا بذلك إلى والده الپاشا. وخلال الحصار استطاع جمعٌ من المُقاتلين الصفويين دُخُول المدينة وقتل الحُرَّاس، كما دخلها خمسمائة مُحاربٍ على أنَّهُم من التُجَّار، فقام هؤلاء بفتح أبواب تبريز واقتحمتها قوَّات من النُخبة بلغ قوامُها ستة آلاف مُقاتل، فَتقابل الجيشان العُثماني والصفوي داخل تبريز. وحينها فقط أدرك العُثمانيون أن الجُيُوش الصفويَّة تدق أبواب تبريز، فأرسل قائد العساكر العثمانيَّة رسالة إلى والده الپاشا يخبره بالأمر ويطلب منه العون، فعدل علي پاشا عن مسيرته نحو حصن قارنيارق وعاد بجيشه إلى تبريز، لكن في طريق العودة اعترضه جيشٌ صفوي بلغ تعداده خمسة عشر ألف مُقاتل في إزبند قُرب صوفيان إلى الشمال الغربي من تبريز ودارت بينهما معركة تعرَّض فيها الجيش العُثماني إلى هزيمةٍ نكراء، وبهذا الانتصار قطع الصفويون آمال الجيش العُثماني المُحاصر بِالمُساعدة. وقد عرضت القيادة الصفويَّة على المُحاصرين مُضاعفة رواتبهم مُقابل كسر مُقاومتهم، وكان يُقابَل هذا العرض بالقُبُول يومًا بعد يوم، إلى أن استسلم الجيش العثماني في 21 تشرين الأول (أكتوبر) 1603م وبذلك تحرَّرت تبريز وعادت تحت جناح الدولة الصفويَّة وأسند الشاه عباس إدارتها إلى ذو الفقار خان قرمانلو.

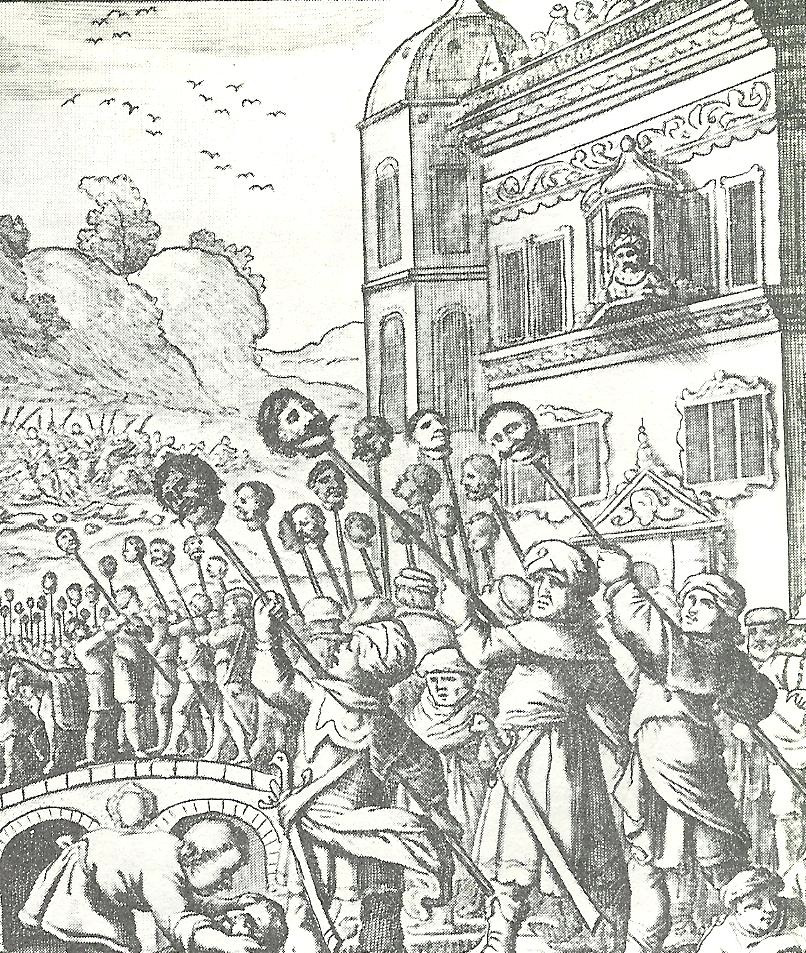
رسمةٌ تُصور أهالي تبريز يرفعون رُؤوس الجُنُود القتلى العُثمانيين على الرماح بعد فتح تبريز انتقامًا من مظالم الاحتلال العُثماني الطَّويل وترحيبًا بالعودة الصفويَّة المُظفَّرة.

ولمَّا ذاع في الآفاق خبر تحرير تبريز قابلت الممالك الصفويَّة هذه البُشرى بِفرحٍ عظيمٍ، فقد كانت تبريز العاصمة الأولى للإمبراطوريَّة ومنها أعلن الشاه إسماعيل الأول قيام الدولة الصفويَّة في 1501م. وبعد النصر الكبير ارتحل الشاه عبَّاس إلى الشمال صوب مدينتي جُلفا ونخجوان وتسلَّمهُما بالأمان، حيث لم ترَ الوحدة العسكريَّة العُثمانيَّة في نخجوان فائدةً تُذكرُ من المُقاومة أمام الجُيُوش الصفويَّة الجرَّارة، فَقدِم قائد العساكر العثمانية في نخجوان إلى مقرِّ الشاه مُعلنًا استسلامه. ثم قدِم مُصطفى بك محمودي حاكم ماكو إلى نخجوان واستسلم للإرادة الشاهنشاهيَّة الصفويَّة. وفي هذه الأثناء كان أهالي أردوباد يثورون على الاحتلال العُثماني لِمَا عانوه من ظُلم وجور، وبِحسب كتابات المُؤرِّخ العُثماني نُعمان عندما كان الشاه عباس يدنو من نخجوان أرسل كتابات خاصَّة إلى الحاج قصَّاب يأمُرُه فيها بِفتح أردوباد، ولمَّا تناغمت الأهداف الصفويَّة والأردوباديَّة دخل جيش الصفويين إلى أردوباد فرحَّب الناس به وزيَّنوا المنازل والأسواق استقبالًا له وارتدوا الأزياء الحمراء «وهو زي القزلباش» تعبيرًا عن البهجة بهذا الفتح العظيم، وبِفضل مُساعدة الأهالي تم الاستيلاء على القلعة بعد يوم أو يومين وانضمَّت أردوباد تحت جناح الدولة الصفويَّة. وقد أشاد الشاه عباس الأكبر بالثورة الأردوباديَّة ضد الحُكُومة العُثمانيَّة، وبِطلب من الوزير الأعظم حاتم بك الأردوبادي تم إعفاء أهالي أردوباد من جميع الضرائب الحُكُوميَّة تكريمًا لهم. وبعد الانتصارات الكبيرة التي ظفر بها الشَّاه عبَّاس استمرَّت القُوَّات الصَّفويَّة في زحفها وفتح القلاع والمُدُن، فَضربت حصارًا على قلعة إيروان في 16 تشرين الثَّاني (نوڤمبر) 1603م وكانت إيروان التي تُعرَفُ اليوم بِتسمية «يريڤان» هي قلب بلاد الأرمن وكان فيها حامية عُثمانيَّة يبلُغ قوامها عشرة آلاف من العساكر بِقيادة «شريف پاشا» وقد دام حصار القلعة طويلًا بِسبب تحصيناتها الكبيرة فقام عبَّاس بإقامة المواقع الحربيَّة حول الحصن وحشد أهالي نخجوان وجُلفا وحثَّهم على المُشاركة في الحملة العسكريَّة. استمرَّت العمليَّات الحربيَّة حتَّى شتاء السَّنة اللَّاحقة من الشُرُوع في الحصار إلى انكسرت شوكة العُثمانيين في إيروان واستسلم قائدهم شريف پاشا فدخلها عبَّاس الأوَّل فاتحًا في 8 حزيران (يونيو) 1604م وجعل «أميرغونة خان قاجار» حاكمًا على ولاية «چوخُرسد» وكانت إيروان مركز هذه الولاية. ثم رأى الشَّاه عبَّاس فُرصة في الصِّراع القائم بين حاكمي وان وإرجيش فأمر قائد جُنده «اللهوردي خان» أن يسير على رأس جيش إلى وان وقد عادت هذه الحملة على الصفويين بِغنائم عظيمة، ولم تزل الجُيُوش الصفويَّة سائرةً في الأرض تملك الممالك والأمصار فأخذت شوراگل وأُردُوبازار وحسنقلاي حتَّى بلغت بِالمُلك تُخُوم قارص. لاحقًا قام العُثمانيون بِحشد جُندهم لغزو يريڤان فَخرجت حملةٌ عسكريَّةٌ بقيادة «چيكاله أوغلو يوسُف سنان پاشا» صوب المدينة، لكنَّ نجاح القزلباش في تدمير إمداداتهم خلَّف فوضًى عارمةً في صُفُوف الجُند العُثمانيين ممَّا اضطرَّ بِالقائد چيكاله أوغلو أن يُوقف مسيرتهُ ويرتحل إلى وان لِقضاء الشِّتاء؛ ولِصدَّ تلك القوات أمر الشَّاه عباس بِإقامة قلعةٍ جديدةٍ في تبريز وخزن فيها من الأرزاق والمُؤن والذَّخائر العسكريَّة ما يكفي جُنده لِمُدَّة سنتين إلى ثلاثة وأرسل جيشًا قوامُهُ ثلاثة عشر ألفًا من الجُند بِقيادة «اللهوردي خان» إلى وان حيث عسكر العُثمانيون ووقعت بينهما معركةٌ اختتمت بِانتصار حاسمٍ لِلصفويين وهُرُوب القائد التُّركي چيكاله أوغلو يوسُف سنان پاشا إلى أرضروم؛ وقد ظفر القزلباش بِغنائم عظيمةٍ من وان وعادوا إلى خويشاه.

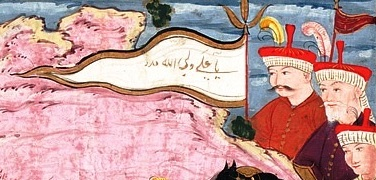
قسمٌ من مُنمنمةٍ فارسيَّة تُصوِّرُ بعض القادة القزلباش في القوَّات الصفويَّة رافعين رايةً عليها إحدى شعارات التشيُّع: «يا عليّ وليُّ الله مدد».

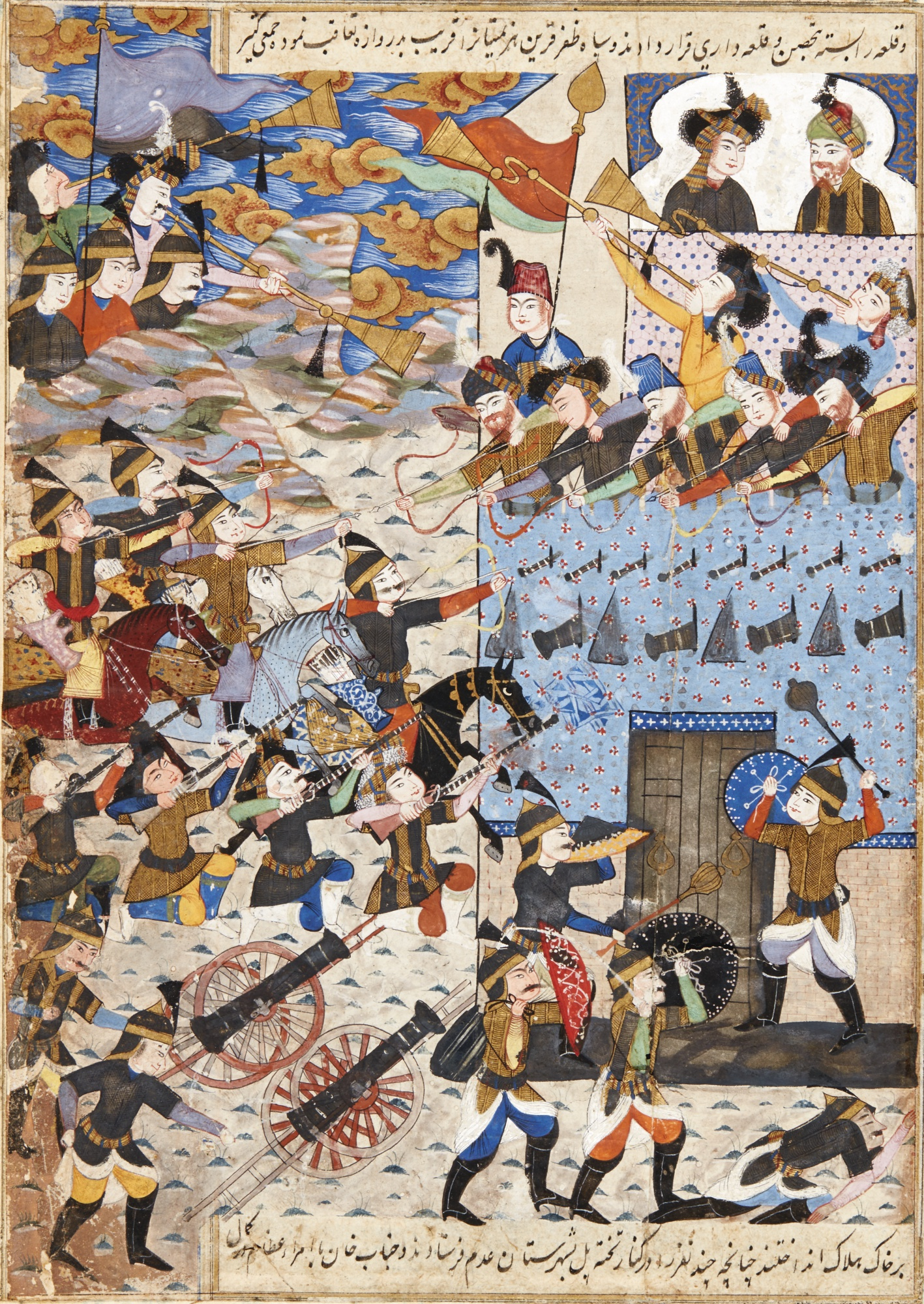
مُنمنمةٌ فارسيَّةٌ تُصوِّر استيلاء القُوَّات الصفويَّة على قلعة إيروان في عهد الشَّاه عباس الأكبر، موجُودةٌ في كتاب «نظرة العباسي للعالم» الذي كتبه إسكندر بك منشي القمي يُؤرِّخ فيه عهد الشَّاه عباس الأوَّل.

بُعيد فِرار القائد العُثماني چيكاله أوغلو يوسف سنان پاشا إلى أرضروم شرع في تحشيد جيشٍ جديد للحرب وقد تمَّ لهُ الأمر فقرَّر القيام بِحملته الثَّانية في أيَّار (مايو) 1605م وسار يُريد أذربيجان على رأس جيش بلغ قوامُهُ مائة ألف جُندي. لم يُكن مِن مُخطِّط الشَّاه عبَّاس دُخُول معركةٍ حاسمةٍ مع جيش آل عُثمان ولمَّا بلغه الخبر بِوصُول جيش چيكاله أوغلو پاشل إلى وان أمر بِإخلاء المِنطقة وترحيل الأهالي من سلماس إلى تبريز. عبر الجيش العُثماني تسوج إلى الشَّمال من بحيرة أرومية حتَّى وصل صوفيان على بُعد ستِّ فراسخ من تبريز. عشيَّة المعركة وقف الشَّاه عباس وجيشه على مُرتفع من الأرض لِتقييم العساكر العُثمانيَّة وكانت جُمُوع جيشهم أكبر من الجيش الصفوي بِمرَّتين؛ فاستشار القادة وأهل الرأي والحكمة في دولته فَقرَّر أن يخوض غِمار الحرب. في 6 تشرين الثَّاني (نوڤمبر) 1605م خرج القائد الصفوي «قرچغاي بك» على رأس جيشه حتَّى بلغ قمَّة مُرتفات صوفيان وأصبح جيشُهُ في مرأى العُثمانيين، لكنَّه التزم بوصيَّة الشَّاه بِعدم الشُّرُوع في مُواجهةٍ كُبرى؛ فَتراجع. فسَّر «كوسيفر پاشا» وقادةٌ عُثمانيون آخرون ذلك التَّراجُع على أنَّه دليل ضعفٍ في الجيش الصَّفوي فَقرَّروا شنَّ الهُجُوم وخالفوا رغبة القائد چيكاله أوغلو پاشا. كان الشَّاه عباس الأكبر في طليعة الجيش بينما تولَّى اللهوردي خان قيادة فيلق مًنفصل عن الهيكل الرئيسي لِلقُوَّات الصفويَّة. تحرَّك سلاح الفُرسان العُثماني وهو الفيلق المحوري الأضخم في جيشهم نحو الخُطُوط الفارسيَّة؛ أمر الشَّاه عباس سلاح فُرسانه بِالالتفاف حول الجناح الأيسر لِلجيش العُثماني وشنِّ هُجُومٍ مُباغتٍ من الخلف. ارتبك چيكاله أوغلو پاشا واعتقد أن هذا الأخير هو الاتِّجاه الرَّئيسي لِلهجمات الصفويَّة، فَفصل جُزءًا كبيرًا من فُرسانه لِصدِّ الهُجُوم وكان فُرسانه في الأصل يتقدَّمون إلى الأمام؛ فَسبَّب هذا إرباكًا لدى الفُرسان من كلا الجانبين حيث اعتقد كُلٌّ منهُم أنَّ الآخر يفرُّ من المعركة. استغلَّ الشَّاه عباس هذا الزَّخم ودفع بِقوَّات القزلباش بِكُلِّ ثقلهم إلى الميدان لِتقع معركةٌ ضاريةٌ أدَّت إلى تفريق جُمُوع القُوَّات العُثمانيَّة المُحبَطة وألحقت بهم هزيمةً نكراء في معركةٍ حاسمةٍ عُرِفَت بِـ«معركة صوفيان». فرَّ قائد الجيش العُثماني چیكاله أوغلو يوسُف سنان پاشا إلى دياربكر وتوفِّي هُناك وقيل أنَّه مات مُنتحرًا، كان نضال أهل تسوج ضد الاحتلال العُثماني موضع تقدير الشَّاه عباس وعليه أمر الحُكُومة الصفويَّة بِإعفاء أهالي تسوج من الضَّرائب لِمُدَّة سنتين. يقول ساڤوري عن معركة صوفيان: «لَقَد كَشَفَت عَن كَونِ الشَّاه عَبَّاس الأَوَّل قَائِدًا عَظِيمَ المَقَدِرَة». وبعد الهزيمة المذلة التي تعرض لها آل عثمان في صوفيان طلبوا على الفور تحقيق السلام فاتصلت السُلطانة الأم «خندان سُلطان» مع عمة الشاه عباس الأميرة «زينب بيگم» عسى أن تُقنعه بِالصُّلح، وأشارت في رسالةٍ أرسلتها إليها عبر ملكة الكُرج «گُلسارة» أنَّ استمرار الحرب يعني مزيدًا من الأذى بين المُسلمين، فردَّت زينب بيگُم قائلةً أنها ستبذُل قُصارى جُهدها من أجل السَّلام. لكن أكَّد الشَّاه أنَّ السَّلام يحلُّ عندما تعُود إليه كُلُّ الأراضي التي وطئتها جواد الشَّاه «إسماعيل الصفوي». فَكانت تلكُمُ المطالب أعلى ممَّا كان آل عُثمان على استعدادٍ لِخسارته بُغية السَّلام.

## زوجاته وأولاده

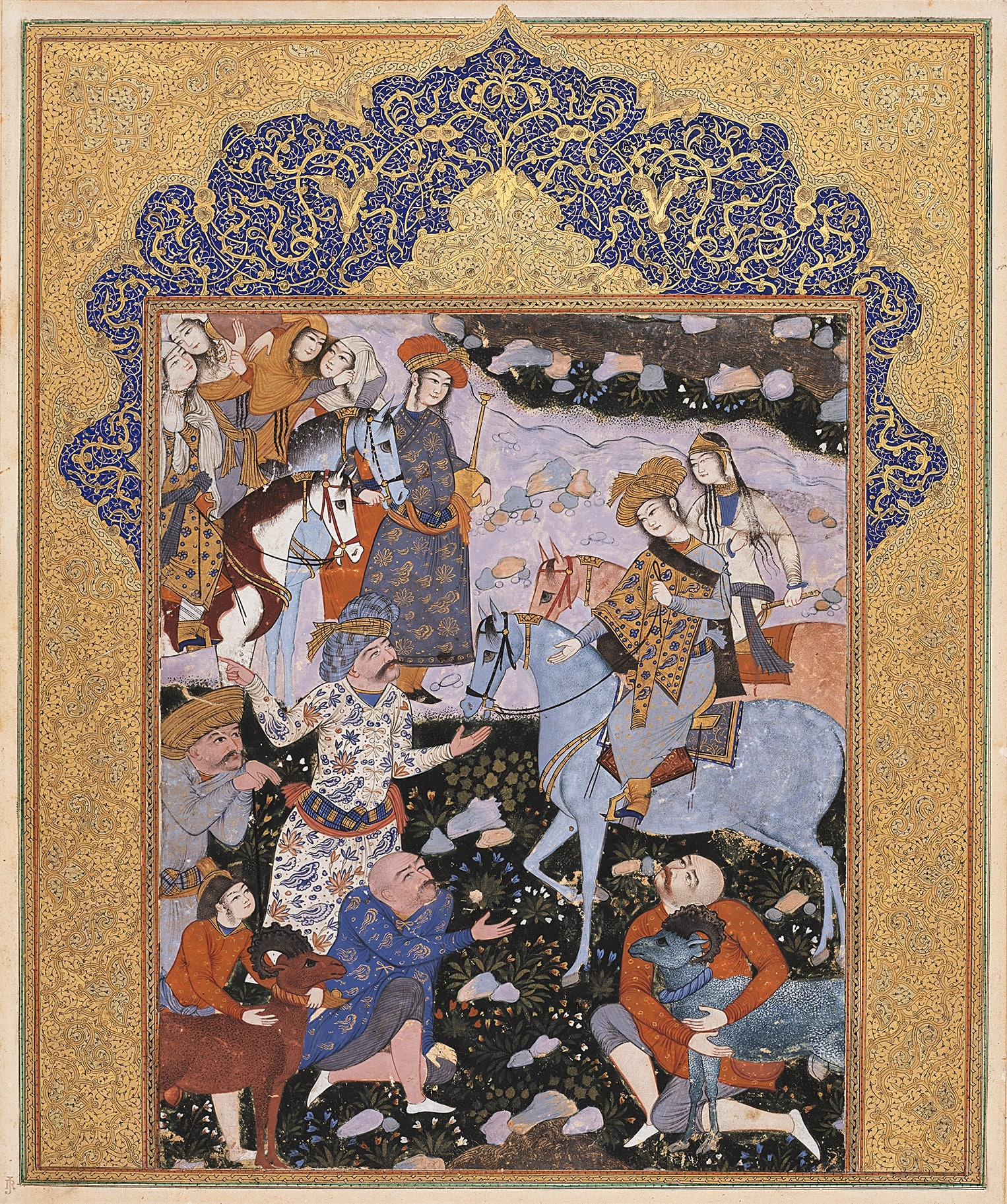
مُنمنمة فارسيَّة مُذهبة تُصوِّر أميرًا وأميرةً يستقبلُهُما جمعٌ من النُبلاء والقادة من العُصُور الصفويَّة.

### زوجاته
- فخرجهان بيگُم: أميرة جورجيَّة من سُلالة باغراتيوني الملكيَّة، والدُها هو باغرات السَّابع ملك كارتلي أما والدتُها هي آنا ملكة كاخيتي وأخوها هو الملك سيمون الثاني.[120][121][122] فهي تنحدر من سُلالة عريقة حكمت الممالك الجورجيَّة دهرًا من الزمن بلغ ألف سنة من المُلك. سميت «فخر جهان» وهي كلمة فارسيَّة منحُوتة معناها «فخر العالم» أو «فخر الدنيا».
- أُغلان پاشا خانُم: هي ابنة الأمير بهرام ميرزا بن الشاه إسماعيل الصفوي، وقد نشأت رفقة أخيها تحت رعاية عمِّهما الشاه طهماسپ الأوَّل الذي عاملهما كأبنائه، كانت في بادئ أمرها زوجة الشَّاهزاده حمزة شقيق عبَّاس، وبُعيد اغتيال ولي العهد حمزة ميرزا تزوَّجت من الشَّاه عبَّاس الأكبر.[123][124]
- ياكهان بيگُم: أميرة كاركيائيَّة والدها هو خان أحمد خان آخر الأمراء من سُلالة كاركيا أما والدتها هي مريم بيگُم التي كانت أميرةً تنحدر من السُلالة الصفويَّة. وقد تزوَّج الشَّاه عبَّاس من ياكهان في 1 أيلول (سبتمبر) 1602 إلا أنها توفِّيت في نفس العام.[125][126][127]
- مارتا: أميرة جورجيَّة من السُلالة الملكيَّة العريقة باغراتيوني، والدها هو ديفيد الأول من مُلُوك كاخيتي أما والدتها هي الأميرة كتوان من الأسرة النبيلة موخراني التي كانت بدورها فرعًا من سُلالة باغراتيوني، وقد تزوَّجها الشَّاه في 20 أيلول (سپتمبر) 1604.[128]
- تامار أميلاخوري: سيِّدة نبيلة من أُصُول جورجيَّة تنحدر من أُسرة أميلاخوري الأرستقراطيَّة وقد كانت تامار من زوجات الشَّاه عبَّاس المحببات إلى قلبه.[129] والدُها هو فرمراز وأخوها هو القائد عبدُ الغفَّار أميلاخوري.[130][131]
- فاطمة سُلطان بيگُم: معروفة بِـ«تيناتين» أو «ليلى» أو «پري»، والدُها هو جورج العاشر من مُلُوك كارتلي من سُلالة باغراتيوني، والدتُها الملكة مريم ليپرتياني من أسرة دادياني من خط النبالة الجورجيَّة چيكوفاني.[132][133][134]
- پري شاه: أميرة من الأتابكة حُكام لُرستان، والدُها هو مُحمَّدي بك وأخوها شاهوردي خان وهو حاكم الأتابكيَّة الخورشيديَّة في بلاد اللُر، وقد تزوَّجت پري شاه في تشرين الأوَّل (أكتوبر) 1591 من عبَّاس الأوَّل.[135]
- ابنة الشَّيخ لُطف الله العاملي وهو من عُلماء الشيعة[136][137][138] وقد كان والدها محلَّ احترام وتقدير الشَّاه عبَّاس الأكبر.[139]

### أبناؤه
- مُحمَّد باقر ميرزا: ابن فخرجهان بيگم ووليّ عهد أبيه.[140] ولد في 12 شوَّال 995هـ وتولى الحُكم في خُراسان وهمدان، كان حسن الخُلُق لطيفًا شُجاعًا لكن لم يُقدَّر له أن يعتلي العرش حيث قُتل في مؤامرة دُبِّرَت ضده في 3 مُحرَّم 1024هـ وكان لهُ من العُمر تسعةٌ وعشرون ربيعًا، فأمضى الشَّاه عبَّاس فترة من العُزلة بِسبب حُزنه ومُصابه في ولده القتيل وقام بِتنصيب صفي بن مُحمَّد باقر وليًا للعهد.[141]
- سُلطان حسن ميرزا: هو ثاني أبناء الشَّاه عبَّاس كانت ولادته في 1588 تمَّ تنصيُبه حاكمًا اسميًا على مشهد إلى أن توفي في قزوين في 18 آب (أغسطس) 1591.[142]
- سُلطان حُسين ميرزا: ثالث أبناء الشاه عبَّاس ولد في 21 شعبان 997هـ المُوافق فيه 5 تمُّوز (يوليو) 1588م ولم تمضِ ثلاث سنواتٍ على ولادته حتَّى توفي طفلًا في 27 شوال 999هـ المُوافق فيه 18 آب (أغسطس) 1591م.[143]
- سلطان مُحمَّد ميرزا : معروفٌ أيضًا بـ«روزك ميرزا» هو رابع أبناء الشاه عبَّاس كانت ولادته في 10 شعبان 1006هـ المُوافق فيه 18 (آذار) مارس 1598م إلى أن مات في قلعة ألموت سنة 1041هـ المُوافقة لسنة 1632م وكانت له ابنة هي جوهرشاد بيگم تزوَّجت من ميرزا علي رضا شيخ الإسلام في أصفهان.[144][145][143]
- سُلطان إسماعيل ميرزا: خامس أبناء الشاه عبَّاس ولد في 8 ربيع الأول 1010هـ المُوافق فيه 6 أيلول (سپتمبر) 1601م ولم يعش طويلًا حيث قُتِل في صباه وكان يبلُغ من من العُمر اثنا عشر ربيعًا حين مقتله في 29 جُمادى الآخرة 1022هـ المُوافق فيه 16 آب (أغسطس) 1613م.[146]
- إمامقلي ميرزا: سادس أبناء الشاه عبَّاس وأصغرهم، ولد في 7 جُمادى الآخرة 1012هـ المُوافق فيه 12 تشرين الثَّاني (نوفمبر) 1602م. أنفذ إليه الشاه ولاية العهد غير مرة وأعطاه لقب «أمان الله ميرزا». بُعيد وفاة أبيه رام خلافته والجُلُوس على عرش الدولة الصفويَّة لكنه لم ينجح في نيل تأييد أُمراء القزلباش. مات في ألموت سنة 1042هـ المُوافقة لسنة 1632م.[147][148][149]

### بناته
- شاهزاده بيگُم: تزوَّجت من الميرزا مُحسن الرَّضوي وكان من ذُريتها اثنان من الأبناء.[150]
- زُبيدة بيگُم: ابنة فخرجهان بيگُم وقد تزوَّجت من الأمير آوند عيسى خان الصَّفوي وأنجبت أربعة أبناء. كان لها بالغ الأثر في الفترة التي أعقبت وفاة أبيها الشَّاه عبَّاس الأكبر. توفِّيت في 1041هـ المُوافق فيه 20 شباط (فبراير) 1632م ودُفنت في ضريح الأُمراء الصَّفويين في أصفهان.[150]
- آقا بيگُم: تزوَّجت من السيِّد سُلطان العُلماء الآملي الوزير الأعظم في عهد أبيها الشَّاه عبَّاس وما بعده، وقد أنجبت أربعةً من البنين أصبح جميعُهم من مشاهير العُلماء[151] وأربعةً من البنات.[152]
- حواء بيگُم: تزوَّجت في المرَّة الأُولى من الميرزا رضا الشَّهرستاني وتزوَّجت لاحقًا من الميرزا رفيعُ الدِّين مُحمَّد الصَّدر[150] وكان من ذُريتها ثلاثة أبناء.[152] توفيت سنة 1617م في زنجان.
- شهربانو بيگُم: تزوَّجت من المير عبدُ العظيم وهو داروغه أصفهان وكان ابن المير حُسين خان المازندراني.[153]
- ملك النساء بيگُم: كانت زوجة الميرزا جلال الدِّين الشَّهرستاني من أكابر رجال الدَّولة في البلاط الصَّفوي ومن أهم الشُعراء في عصره.[152]

## هوامش
1. ↑  كانت تلك الألقاب أسماءً لِأقوى مُلُوك الأرض في التَّاريخين الفارسي والعالمي، «كسرى» هو لقب أباطرة الفُرس القُدماء، «أفريدون» هو بطل وملك في الميثولوجيا الإيرانيَّة ذُكر في الشَّاهنامه ويُعدُّ رمزًا للنصر والعدل في الأدبيَّات الفارسيَّة، أما «الإسكندر الأكبر» فهو من أنجح القادة العسكريين في التاريخ ولم يُذكر أنه هزم في معركة أبدًا، وسُليمان بن داود  من الأنبياء ومعروفٌ بِحكمته ومُلكه الذي لم يُعطَ أحدٌ مثله.
2. ↑  كانت مدينة هرات هي عاصمة مُقاطعة خُراسان في الدَّولة الصفويَّة في تلك الفترة.
3. ↑  (شهردار قزوين) أي (حاكم مدينة قزوين)
4. ↑  المقصود هنا بالفترة العباسية هي الفترة التي حكم فيها الشاه عباس الأكبر.
5. ↑  وهم الجورجيون

## وصلات خارجيَّة
عباس الأكبر على موقع الموسوعة البريطانية (الإنجليزية)

| عباس الأكبر‌ عاهل الصفويينولد: 27 كانون الثَّاني (يناير) 1571 توفي: 19 كانون الثَّاني (يناير) 1629 |                                                                               |                 |
| ألقاب ملكية                                                                                   |                                                                               |                 |
| سبقه مُحمَّد خُدابنده                                                                             | شاه الدولة الصفويَّة 1 تشرين الأوَّل (أكتوبر) 1587 – 19 كانون الثَّاني (يناير) 1629 | تبعه صفي الصفوي |